# Tour de l'Aude cycliste féminin 2010
La 26e édition de Tour de l'Aude cycliste féminin a eu lieu du 14 mai au 23 mai 2010. La course fait partie du calendrier UCI féminin en catégorie 2.1. Rétrospectivement, il s'agit de la dernière édition de l'épreuve. 
Regina Bruins remporte le prologue. Le lendemain, un groupe d'échappées se dispute la victoire. Elizabeth Armitstead devance ses compagnons d'echappée. Sa formation, la Cervélo, remporte le contre-la-montre par équipes, néanmoins Armistead est victime d'une creuvaison. Adrie Visser, de la HTC-Columbia, s'empare du maillot jaune. Sur la troisième étape, Ina-Yoko Teutenberg prend part à une échappée de quatre coureuses et les devance aisément au sprint. Comme attendu, la quatrième étape se montre décisive. Mara Abbott et Emma Pooley distancent la concurrence. La première gagne l'étape, tandis que la seconde prend définitivement la tête du classement général. Le lendemain, Katheryn Curi s'impose en solitaire grâce à une erreur de signalement ayant pénalisé Annemiek van Vleuten. Sur la sixième étape, Ina-Yoko Teutenberg prend de nouveau part à l'échappée avant de se montrer la plus rapide. La montagneuse septième étape voit Mara Abbott et Emma Pooley de nouveau s'isoler à l'avant. Emma Pooley lève les bras et conforte sa position. Sur la huitième étape, Marianne Vos et Ina-Yoko Teutenberg prennent toutes deux le groupe d'échappée. Au sprint, la Néerlandaise s'impose. Le lendemain, le sprint voit l'ordre s'inverser. Au classement général, Emma Pooley gagne devant Mara Abbott et Emma Johansson. La Britannique remporte également le classement de la montagne. Marianne Vos gagne le classement par points et la meilleure jeune. Brooke Miller remporte le classement des points chauds. 

## Présentation

### Équipes
| Équipes féminines professionnelles (16)- Cervélo TestTeam - ESGL 93-GSD Gestion - Fenixs-Petrogradets - Gauss RDZ Ormu - HTC-Columbia Women - Leontien.nl - Lotto Ladies - MTN - Nederland Bloeit - Noris cycling - Red Sun Cycling Team - Safi-Pasta Zara - SC Michela Fanini Record Rox - Tibco-To the Top - Valdarno - Vienne Futuroscope Équipes nationales (2)- Allemagne - États-Unis |
| |

### Parcours
La course débute par un prologue long de 3,9 km. Un contre-la-montre par équipes fait figure de deuxième étape. Néanmoins, la montagne devrait décider de la vainqueur avec dix-huit ascensions au programme. La quatrième étape comporte ainsi trois cols hors-catégorie : col du Calvaire, col de Creu et col de la Llose. La septième étape a, elle, à son programme : le col du Portel enchaîné avec le col de Coudons, le col de Dent et finalement le col de Rives. La première étape, la troisième et la neuvième se destinent aux sprinteuses,.

### Étapes
| Étape     | Date   | Villes étapes                                       | type                         | Distance (km) | Vainqueur d'étape   | Leader du classement général |
| --------- | ------ | --------------------------------------------------- | ---------------------------- | ------------- | ------------------- | ---------------------------- |
| Prologue  | 14 mai | Gruissan – Gruissan                                 | prologue                     | 3,9           | Regina Bruins       | Regina Bruins                |
| 1re étape | 15 mai | Rieux-Minervois – Rieux-Minervois                   | étape de plaine              | 117           | Lizzie Armitstead   | Lizzie Armitstead            |
| 2e étape  | 16 mai | Clermont-l'Hérault – Clermont-l'Hérault             | contre-la-montre par équipes | 34,5          | Cervélo TestTeam    | Adrie Visser                 |
| 3e étape  | 17 mai | Lézignan-Corbières – Lézignan-Corbières             | étape vallonnée              | 110           | Ina-Yoko Teutenberg | Adrie Visser                 |
| 4e étape  | 18 mai | Osséja – Osséja                                     | étape de montagne            | 97            | Mara Abbott         | Emma Pooley                  |
| 5e étape  | 19 mai | Amélie-les-Bains-Palalda – Amélie-les-Bains-Palalda | étape de moyenne montagne    | 104,5         | Katheryn Curi       | Emma Pooley                  |
| 6e étape  | 20 mai | Castelnaudary – Castelnaudary                       | étape vallonnée              | 100           | Ina-Yoko Teutenberg | Emma Pooley                  |
| 7e étape  | 21 mai | Limoux – Roquefeuil                                 | étape de montagne            | 105           | Emma Pooley         | Emma Pooley                  |
| 8e étape  | 22 mai | Aunat – Limoux                                      | étape vallonnée              | 112           | Marianne Vos        | Emma Pooley                  |
| 9e étape  | 23 mai | Carcassonne – Carcassonne                           | étape de plaine              | 90,5          | Ina-Yoko Teutenberg | Emma Pooley                  |

### Favorites
La vainqueur sortante, Claudia Häusler, est une des favorites à la victoire. Elle peut compter sur la force de son équipe. La deuxième en 2009, Trixi Worrack  est également au départ. La jeune Marianne Vos, troisième en 2009, est à surveiller. Evelyn Stevens est la principale chance pour la formation HTC Columbia, alors que Judith Arndt, initialement prévue au départ, décide après sa participation au Tour of Chongming Island de se rendre en Australie reconnaître le parcours des championnats du monde. L'équipe vient également avec la sprinteuse Ina-Yoko Teutenberg qui compte déjà 21 victoires d'étapes sur le Tour de l'Aude. Les outsiders sont : Emma Johansson, Loes Gunnewijk, Vicki Whitelaw, Tatiana Guderzo, Ruth Corset, Mara Abbott et Annemiek van Vleuten.

## Déroulement de la course

### Prologue
Regina Bruins remporte le prologue devant Linda Villumsen, l'ordre est donc inversé par rapport à l'année précédente.
| \| Classement de l'étape \| Classement de l'étape \| Classement de l'étape \| Classement de l'étape \| Classement de l'étape \| \| Coureur \| Coureur \| Pays \| Équipe \| Temps \| \| --------------------- \| --------------------- \| --------------------- \| --------------------- \| --------------------- \| \| 1re \| Regina Bruins \| Pays-Bas \| Cervélo TestTeam \| 4 min 48 s \| \| 2e \| Linda Villumsen \| Nouvelle-Zélande \| HTC-Columbia Women \| + 4 s \| \| 3e \| Marianne Vos \| Pays-Bas \| Nederland Bloeit \| + 5 s \| \| 4e \| Emma Pooley \| Royaume-Uni \| Cervélo TestTeam \| + 7 s \| \| 5e \| Annemiek van Vleuten \| Pays-Bas \| Nederland Bloeit \| + 8 s \| \| 6e \| Evelyn Stevens \| États-Unis \| HTC-Columbia Women \| + 9 s \| \| 7e \| Adrie Visser \| Pays-Bas \| HTC-Columbia Women \| + 9 s \| \| 8e \| Lizzie Armitstead \| Royaume-Uni \| Cervélo TestTeam \| + 9 s \| \| 9e \| Hanka Kupfernagel \| Allemagne \| Allemagne \| + 11 s \| \| 10e \| Emma Johansson \| Suède \| Red Sun Cycling Team \| + 11 s \| |                      |                  |                      |            |
| |                      |                  |                      |            |
| Source : Cycling Quotient |                      |                  |                      |            |
| Classement de l'étape |                      |                  |                      |            |
| Coureur | Coureur              | Pays             | Équipe               | Temps      |
| 1re | Regina Bruins        | Pays-Bas         | Cervélo TestTeam     | 4 min 48 s |
| 2e | Linda Villumsen      | Nouvelle-Zélande | HTC-Columbia Women   | + 4 s      |
| 3e | Marianne Vos         | Pays-Bas         | Nederland Bloeit     | + 5 s      |
| 4e | Emma Pooley          | Royaume-Uni      | Cervélo TestTeam     | + 7 s      |
| 5e | Annemiek van Vleuten | Pays-Bas         | Nederland Bloeit     | + 8 s      |
| 6e | Evelyn Stevens       | États-Unis       | HTC-Columbia Women   | + 9 s      |
| 7e | Adrie Visser         | Pays-Bas         | HTC-Columbia Women   | + 9 s      |
| 8e | Lizzie Armitstead    | Royaume-Uni      | Cervélo TestTeam     | + 9 s      |
| 9e | Hanka Kupfernagel    | Allemagne        | Allemagne            | + 11 s     |
| 10e | Emma Johansson       | Suède            | Red Sun Cycling Team | + 11 s     |

| \| Classement général \| Classement général \| Classement général \| Classement général \| Classement général \| \| Coureur \| Coureur \| Pays \| Équipe \| Temps \| \| ------------------ \| -------------------- \| ------------------ \| -------------------- \| ------------------ \| \| 1re \| Regina Bruins \| Pays-Bas \| Cervélo TestTeam \| 4 min 48 s \| \| 2e \| Linda Villumsen \| Nouvelle-Zélande \| HTC-Columbia Women \| + 4 s \| \| 3e \| Marianne Vos \| Pays-Bas \| Nederland Bloeit \| + 5 s \| \| 4e \| Emma Pooley \| Royaume-Uni \| Cervélo TestTeam \| + 7 s \| \| 5e \| Annemiek van Vleuten \| Pays-Bas \| Nederland Bloeit \| + 8 s \| \| 6e \| Evelyn Stevens \| États-Unis \| HTC-Columbia Women \| + 9 s \| \| 7e \| Adrie Visser \| Pays-Bas \| HTC-Columbia Women \| + 9 s \| \| 8e \| Lizzie Armitstead \| Royaume-Uni \| Cervélo TestTeam \| + 9 s \| \| 9e \| Hanka Kupfernagel \| Allemagne \| Allemagne \| + 11 s \| \| 10e \| Emma Johansson \| Suède \| Red Sun Cycling Team \| + 11 s \| |                      |                  |                      |            |
| |                      |                  |                      |            |
| Source : Cycling Quotient |                      |                  |                      |            |
| Classement général |                      |                  |                      |            |
| Coureur | Coureur              | Pays             | Équipe               | Temps      |
| 1re | Regina Bruins        | Pays-Bas         | Cervélo TestTeam     | 4 min 48 s |
| 2e | Linda Villumsen      | Nouvelle-Zélande | HTC-Columbia Women   | + 4 s      |
| 3e | Marianne Vos         | Pays-Bas         | Nederland Bloeit     | + 5 s      |
| 4e | Emma Pooley          | Royaume-Uni      | Cervélo TestTeam     | + 7 s      |
| 5e | Annemiek van Vleuten | Pays-Bas         | Nederland Bloeit     | + 8 s      |
| 6e | Evelyn Stevens       | États-Unis       | HTC-Columbia Women   | + 9 s      |
| 7e | Adrie Visser         | Pays-Bas         | HTC-Columbia Women   | + 9 s      |
| 8e | Lizzie Armitstead    | Royaume-Uni      | Cervélo TestTeam     | + 9 s      |
| 9e | Hanka Kupfernagel    | Allemagne        | Allemagne            | + 11 s     |
| 10e | Emma Johansson       | Suède            | Red Sun Cycling Team | + 11 s     |

### 1reétape
Le vent souffre sur la course. Une échappée de onze coureuses se forme durant l'étape. Le peloton se scinde plusieurs fois. Au kilomètre vingt-six, neuf coureuses sortent : Elizabeth Armitstead, Chantal Blaak, Adrie Visser, Martine Bras, Brooke Miller, Loes Gunnewijk,  Romy Kasper, Petra Dijkman et Emma Mackie. Derrière, Béatrice Thomas et Katheryn Curi partent en poursuite et reviennent sur le groupe de tête. Au kilomètre cinquante-cinq, l'échappée a cinq minute quarante d'avance. Les sprints intermédiaires sont remportés par Brooke Miller. Curi tente de sortir à deux reprises dans le final, sans succès. Dijkman fait le kilomètre avec le même résultat. Au sprint, Elizabeth Armitstead se montre la plus rapide. Elle s'empare du maillot jaune. Le sprint du peloton est remporté par Marianne Vos,,.
| \| Classement de l'étape \| Classement de l'étape \| Classement de l'étape \| Classement de l'étape \| Classement de l'étape \| \| Coureur \| Coureur \| Pays \| Équipe \| Temps \| \| --------------------- \| --------------------- \| --------------------- \| --------------------- \| --------------------- \| \| 1re \| Lizzie Armitstead \| Royaume-Uni \| Cervélo TestTeam \| 3 h 14 min 09 s \| \| 2e \| Chantal Blaak \| Pays-Bas \| Leontien.nl \| + 0 s \| \| 3e \| Adrie Visser \| Pays-Bas \| HTC-Columbia Women \| + 0 s \| \| 4e \| Martine Bras \| Pays-Bas \| Gauss RDZ Ormu \| + 0 s \| \| 5e \| Brooke Miller \| États-Unis \| Tibco-To the Top \| + 0 s \| \| 6e \| Loes Gunnewijk \| Pays-Bas \| Nederland Bloeit \| + 0 s \| \| 7e \| Béatrice Thomas \| France \| ESGL 93-GSD Gestion \| + 0 s \| \| 8e \| Romy Kasper \| Allemagne \| Noris cycling \| + 0 s \| \| 9e \| Katheryn Curi \| États-Unis \| États-Unis \| + 0 s \| \| 10e \| Petra Dijkman \| Pays-Bas \| Red Sun Cycling Team \| + 3 s \| |                   |             |                      |                 |
| |                   |             |                      |                 |
| Source : Cycling Quotient |                   |             |                      |                 |
| Classement de l'étape |                   |             |                      |                 |
| Coureur | Coureur           | Pays        | Équipe               | Temps           |
| 1re | Lizzie Armitstead | Royaume-Uni | Cervélo TestTeam     | 3 h 14 min 09 s |
| 2e | Chantal Blaak     | Pays-Bas    | Leontien.nl          | + 0 s           |
| 3e | Adrie Visser      | Pays-Bas    | HTC-Columbia Women   | + 0 s           |
| 4e | Martine Bras      | Pays-Bas    | Gauss RDZ Ormu       | + 0 s           |
| 5e | Brooke Miller     | États-Unis  | Tibco-To the Top     | + 0 s           |
| 6e | Loes Gunnewijk    | Pays-Bas    | Nederland Bloeit     | + 0 s           |
| 7e | Béatrice Thomas   | France      | ESGL 93-GSD Gestion  | + 0 s           |
| 8e | Romy Kasper       | Allemagne   | Noris cycling        | + 0 s           |
| 9e | Katheryn Curi     | États-Unis  | États-Unis           | + 0 s           |
| 10e | Petra Dijkman     | Pays-Bas    | Red Sun Cycling Team | + 3 s           |

| \| Classement général \| Classement général \| Classement général \| Classement général \| Classement général \| \| Coureur \| Coureur \| Pays \| Équipe \| Temps \| \| ------------------ \| ------------------ \| ------------------ \| -------------------- \| ------------------ \| \| 1re \| Lizzie Armitstead \| Royaume-Uni \| Cervélo TestTeam \| 3 h 18 min 50 s \| \| 2e \| Adrie Visser \| Pays-Bas \| HTC-Columbia Women \| + 7 s \| \| 3e \| Chantal Blaak \| Pays-Bas \| Leontien.nl \| + 14 s \| \| 4e \| Loes Gunnewijk \| Pays-Bas \| Nederland Bloeit \| + 20 s \| \| 5e \| Brooke Miller \| États-Unis \| Tibco-To the Top \| + 23 s \| \| 6e \| Katheryn Curi \| États-Unis \| États-Unis \| + 27 s \| \| 7e \| Martine Bras \| Pays-Bas \| Gauss RDZ Ormu \| + 36 s \| \| 8e \| Petra Dijkman \| Pays-Bas \| Red Sun Cycling Team \| + 42 s \| \| 9e \| Emma Mackie \| Australie \| Tibco-To the Top \| + 53 s \| \| 10e \| Béatrice Thomas \| France \| ESGL 93-GSD Gestion \| + 55 s \| |                   |             |                      |                 |
| |                   |             |                      |                 |
| Source : Cycling Quotient |                   |             |                      |                 |
| Classement général |                   |             |                      |                 |
| Coureur | Coureur           | Pays        | Équipe               | Temps           |
| 1re | Lizzie Armitstead | Royaume-Uni | Cervélo TestTeam     | 3 h 18 min 50 s |
| 2e | Adrie Visser      | Pays-Bas    | HTC-Columbia Women   | + 7 s           |
| 3e | Chantal Blaak     | Pays-Bas    | Leontien.nl          | + 14 s          |
| 4e | Loes Gunnewijk    | Pays-Bas    | Nederland Bloeit     | + 20 s          |
| 5e | Brooke Miller     | États-Unis  | Tibco-To the Top     | + 23 s          |
| 6e | Katheryn Curi     | États-Unis  | États-Unis           | + 27 s          |
| 7e | Martine Bras      | Pays-Bas    | Gauss RDZ Ormu       | + 36 s          |
| 8e | Petra Dijkman     | Pays-Bas    | Red Sun Cycling Team | + 42 s          |
| 9e | Emma Mackie       | Australie   | Tibco-To the Top     | + 53 s          |
| 10e | Béatrice Thomas   | France      | ESGL 93-GSD Gestion  | + 55 s          |

### 2eétape
Un vent fort souffle sur le parcours. La formation Cervélo s'impose sur le contre-la-montre par équipes. Cependant, Elizabeth Armitstead ayant crevé dans le premier kilomètre, elle perd la tête du classement général au profit d'Adrie Visser de la formation HTC-Columbia qui finit deuxième de l'étape à trente-cinq secondes,.
| \| Classement de l'étape \| Classement de l'étape \| Classement de l'étape \| Classement de l'étape \| Classement de l'étape \| Classement de l'étape \| \| Équipe \| Équipe \| Pays \| Temps \| Écart de temps \| Vitesse moy. \| \| --------------------- \| --------------------- \| --------------------- \| --------------------- \| --------------------- \| --------------------- \| \| 1re \| Cervélo TestTeam \| Pays-Bas \| 48 min 05 s \| 0 s \| \| \| 2e \| HTC-Columbia Women \| Allemagne \| 48 min 40 s \| + 35 s \| \| \| 3e \| Nederland Bloeit \| Pays-Bas \| 48 min 59 s \| + 54 s \| \| \| 4e \| États-Unis \| États-Unis \| 50 min 06 s \| + 2 min 01 s \| \| \| 5e \| Tibco-To the Top \| États-Unis \| 50 min 49 s \| + 2 min 44 s \| \| \| 6e \| Red Sun Cycling Team \| Belgique \| 50 min 56 s \| + 2 min 51 s \| \| \| 7e \| Leontien.nl \| Pays-Bas \| 51 min 45 s \| + 3 min 40 s \| \| \| 8e \| Safi-Pasta Zara \| Lituanie \| 51 min 46 s \| + 3 min 41 s \| \| \| 9e \| Fenixs-Petrogradets \| Russie \| 51 min 48 s \| + 3 min 43 s \| \| \| 10e \| Noris cycling \| Allemagne \| 51 min 48 s \| + 3 min 43 s \| \| |                      |            |             |                |              |
| |                      |            |             |                |              |
| Source : Cycling Quotient |                      |            |             |                |              |
| Classement de l'étape |                      |            |             |                |              |
| Équipe | Équipe               | Pays       | Temps       | Écart de temps | Vitesse moy. |
| 1re | Cervélo TestTeam     | Pays-Bas   | 48 min 05 s | 0 s            |              |
| 2e | HTC-Columbia Women   | Allemagne  | 48 min 40 s | + 35 s         |              |
| 3e | Nederland Bloeit     | Pays-Bas   | 48 min 59 s | + 54 s         |              |
| 4e | États-Unis           | États-Unis | 50 min 06 s | + 2 min 01 s   |              |
| 5e | Tibco-To the Top     | États-Unis | 50 min 49 s | + 2 min 44 s   |              |
| 6e | Red Sun Cycling Team | Belgique   | 50 min 56 s | + 2 min 51 s   |              |
| 7e | Leontien.nl          | Pays-Bas   | 51 min 45 s | + 3 min 40 s   |              |
| 8e | Safi-Pasta Zara      | Lituanie   | 51 min 46 s | + 3 min 41 s   |              |
| 9e | Fenixs-Petrogradets  | Russie     | 51 min 48 s | + 3 min 43 s   |              |
| 10e | Noris cycling        | Allemagne  | 51 min 48 s | + 3 min 43 s   |              |

| \| Classement général \| Classement général \| Classement général \| Classement général \| Classement général \| \| Coureur \| Coureur \| Pays \| Équipe \| Temps \| \| ------------------ \| ------------------ \| ------------------ \| -------------------- \| ------------------ \| \| 1re \| Adrie Visser \| Pays-Bas \| HTC-Columbia Women \| 4 h 07 min 22 s \| \| 2e \| Loes Gunnewijk \| Pays-Bas \| Nederland Bloeit \| + 23 s \| \| 3e \| Katheryn Curi \| États-Unis \| États-Unis \| + 40 s \| \| 4e \| Chantal Blaak \| Pays-Bas \| Leontien.nl \| + 52 s \| \| 5e \| Regina Bruins \| Pays-Bas \| Cervélo TestTeam \| + 56 s \| \| 6e \| Emma Pooley \| Royaume-Uni \| Cervélo TestTeam \| + 1 min 03 s \| \| 7e \| Claudia Häusler \| Allemagne \| Cervélo TestTeam \| + 1 min 09 s \| \| 8e \| Sharon Laws \| Royaume-Uni \| Cervélo TestTeam \| + 1 min 11 s \| \| 9e \| Petra Dijkman \| Pays-Bas \| Red Sun Cycling Team \| + 1 min 15 s \| \| 10e \| Linda Villumsen \| Nouvelle-Zélande \| HTC-Columbia Women \| + 1 min 20 s \| |                 |                  |                      |                 |
| |                 |                  |                      |                 |
| Source : Cycling Quotient |                 |                  |                      |                 |
| Classement général |                 |                  |                      |                 |
| Coureur | Coureur         | Pays             | Équipe               | Temps           |
| 1re | Adrie Visser    | Pays-Bas         | HTC-Columbia Women   | 4 h 07 min 22 s |
| 2e | Loes Gunnewijk  | Pays-Bas         | Nederland Bloeit     | + 23 s          |
| 3e | Katheryn Curi   | États-Unis       | États-Unis           | + 40 s          |
| 4e | Chantal Blaak   | Pays-Bas         | Leontien.nl          | + 52 s          |
| 5e | Regina Bruins   | Pays-Bas         | Cervélo TestTeam     | + 56 s          |
| 6e | Emma Pooley     | Royaume-Uni      | Cervélo TestTeam     | + 1 min 03 s    |
| 7e | Claudia Häusler | Allemagne        | Cervélo TestTeam     | + 1 min 09 s    |
| 8e | Sharon Laws     | Royaume-Uni      | Cervélo TestTeam     | + 1 min 11 s    |
| 9e | Petra Dijkman   | Pays-Bas         | Red Sun Cycling Team | + 1 min 15 s    |
| 10e | Linda Villumsen | Nouvelle-Zélande | HTC-Columbia Women   | + 1 min 20 s    |

### 3eétape
La météo est de nouveau très venteuse. Ina-Yoko Teutenberg sort avec Andrea Bosman au kilomètre quatorze. Elles sont reprises quatre kilomètres plus loin. Le vent provoque la scission du peloton en deux. Au kilomètre trente, une nouvelle échappée se forme avec : Brooke Miller, Ina-Yoko Teutenberg, Andrea Bosman et Carmen Small. En fin d'étape, Brooke Miller est distancée. Le groupe se maintient néanmoins en tête. Au sprint, Ina-Yoko Teutenberg s'impose facilement. Certaines prétendantes au classement général perdent du temps dans les bordures : ainsi Hanka Kupfernagel perd une minute trente-cinq, Evelyn Stevens plus de deux minutes, Mara Abbott et Edwige Pitel plus de trois, enfin Tatiana Guderzo débourse dix minutes,.
| \| Classement de l'étape \| Classement de l'étape \| Classement de l'étape \| Classement de l'étape \| Classement de l'étape \| \| Coureur \| Coureur \| Pays \| Équipe \| Temps \| \| --------------------- \| ------------------------ \| --------------------- \| --------------------- \| --------------------- \| \| 1re \| Ina-Yoko Teutenberg \| Allemagne \| HTC-Columbia Women \| 2 h 53 min 59 s \| \| 2e \| Andrea Bosman \| Pays-Bas \| Leontien.nl \| + 0 s \| \| 3e \| Carmen McNellis \| États-Unis \| États-Unis \| + 2 s \| \| 4e \| Marianne Vos \| Pays-Bas \| Nederland Bloeit \| + 25 s \| \| 5e \| Emma Johansson \| Suède \| Red Sun Cycling Team \| + 25 s \| \| 6e \| Emma Pooley \| Royaume-Uni \| Cervélo TestTeam \| + 25 s \| \| 7e \| Christel Ferrier-Bruneau \| France \| Vienne Futuroscope \| + 25 s \| \| 8e \| Liesbet De Vocht \| Belgique \| Nederland Bloeit \| + 25 s \| \| 9e \| Regina Bruins \| Pays-Bas \| Cervélo TestTeam \| + 25 s \| \| 10e \| Trixi Worrack \| Allemagne \| Noris cycling \| + 25 s \| |                          |             |                      |                 |
| |                          |             |                      |                 |
| Source : Cycling Quotient |                          |             |                      |                 |
| Classement de l'étape |                          |             |                      |                 |
| Coureur | Coureur                  | Pays        | Équipe               | Temps           |
| 1re | Ina-Yoko Teutenberg      | Allemagne   | HTC-Columbia Women   | 2 h 53 min 59 s |
| 2e | Andrea Bosman            | Pays-Bas    | Leontien.nl          | + 0 s           |
| 3e | Carmen McNellis          | États-Unis  | États-Unis           | + 2 s           |
| 4e | Marianne Vos             | Pays-Bas    | Nederland Bloeit     | + 25 s          |
| 5e | Emma Johansson           | Suède       | Red Sun Cycling Team | + 25 s          |
| 6e | Emma Pooley              | Royaume-Uni | Cervélo TestTeam     | + 25 s          |
| 7e | Christel Ferrier-Bruneau | France      | Vienne Futuroscope   | + 25 s          |
| 8e | Liesbet De Vocht         | Belgique    | Nederland Bloeit     | + 25 s          |
| 9e | Regina Bruins            | Pays-Bas    | Cervélo TestTeam     | + 25 s          |
| 10e | Trixi Worrack            | Allemagne   | Noris cycling        | + 25 s          |

| \| Classement général \| Classement général \| Classement général \| Classement général \| Classement général \| \| Coureur \| Coureur \| Pays \| Équipe \| Temps \| \| ------------------ \| ------------------ \| ------------------ \| ------------------ \| ------------------ \| \| 1re \| Adrie Visser \| Pays-Bas \| HTC-Columbia Women \| 7 h 01 min 46 s \| \| 2e \| Loes Gunnewijk \| Pays-Bas \| Nederland Bloeit \| + 23 s \| \| 3e \| Chantal Blaak \| Pays-Bas \| Leontien.nl \| + 52 s \| \| 4e \| Regina Bruins \| Pays-Bas \| Cervélo TestTeam \| + 56 s \| \| 5e \| Emma Pooley \| Royaume-Uni \| Cervélo TestTeam \| + 1 min 03 s \| \| 6e \| Claudia Häusler \| Allemagne \| Cervélo TestTeam \| + 1 min 09 s \| \| 7e \| Sharon Laws \| Royaume-Uni \| Cervélo TestTeam \| + 1 min 11 s \| \| 8e \| Carla Ryan \| Australie \| Cervélo TestTeam \| + 1 min 21 s \| \| 9e \| Marianne Vos \| Pays-Bas \| Nederland Bloeit \| + 1 min 31 s \| \| 10e \| Martine Bras \| Pays-Bas \| Gauss RDZ Ormu \| + 1 min 34 s \| |                 |             |                    |                 |
| |                 |             |                    |                 |
| Source : Cycling Quotient |                 |             |                    |                 |
| Classement général |                 |             |                    |                 |
| Coureur | Coureur         | Pays        | Équipe             | Temps           |
| 1re | Adrie Visser    | Pays-Bas    | HTC-Columbia Women | 7 h 01 min 46 s |
| 2e | Loes Gunnewijk  | Pays-Bas    | Nederland Bloeit   | + 23 s          |
| 3e | Chantal Blaak   | Pays-Bas    | Leontien.nl        | + 52 s          |
| 4e | Regina Bruins   | Pays-Bas    | Cervélo TestTeam   | + 56 s          |
| 5e | Emma Pooley     | Royaume-Uni | Cervélo TestTeam   | + 1 min 03 s    |
| 6e | Claudia Häusler | Allemagne   | Cervélo TestTeam   | + 1 min 09 s    |
| 7e | Sharon Laws     | Royaume-Uni | Cervélo TestTeam   | + 1 min 11 s    |
| 8e | Carla Ryan      | Australie   | Cervélo TestTeam   | + 1 min 21 s    |
| 9e | Marianne Vos    | Pays-Bas    | Nederland Bloeit   | + 1 min 31 s    |
| 10e | Martine Bras    | Pays-Bas    | Gauss RDZ Ormu     | + 1 min 34 s    |

### 4eétape
Katheryn Curi attaque au kilomètre onze dans la côte, mais est reprise au kilomètre vingt-sept par Regina Bruins, Sharon Laws, Emma Pooley, Mara Abbott, Emma Johansson et Evelyn Stevens. Un groupe de neuf autres favorites est en poursuite. Devant Katheryn Curi est distancée. Adrie Visser revient sur le groupe de neuf dans la descente du col du Calvaire. Dans le col de Creu, Emma Johansson et Sharon Laws doivent laisser partir le reste de l'échappée. Dans le col de Llose, Emma Pooley part seule. Mara Abbott revient ensuite progressivement puis distance Emma Pooley. Elles se rejoignent et coopèrent. Mara Abbott remporte l'étape, tandis qu'Emma Pooley s'empare de la tête du classement général,.
| \| Classement de l'étape \| Classement de l'étape \| Classement de l'étape \| Classement de l'étape \| Classement de l'étape \| \| Coureur \| Coureur \| Pays \| Équipe \| Temps \| \| --------------------- \| ------------------------ \| --------------------- \| --------------------- \| --------------------- \| \| 1re \| Mara Abbott \| États-Unis \| États-Unis \| 2 h 41 min 30 s \| \| 2e \| Emma Pooley \| Royaume-Uni \| Cervélo TestTeam \| + 0 s \| \| 3e \| Evelyn Stevens \| États-Unis \| HTC-Columbia Women \| + 43 s \| \| 4e \| Emma Johansson \| Suède \| Red Sun Cycling Team \| + 1 min 57 s \| \| 5e \| Sharon Laws \| Royaume-Uni \| Cervélo TestTeam \| + 3 min 05 s \| \| 6e \| Marianne Vos \| Pays-Bas \| Nederland Bloeit \| + 3 min 15 s \| \| 7e \| Claudia Häusler \| Allemagne \| Cervélo TestTeam \| + 3 min 15 s \| \| 8e \| Christel Ferrier-Bruneau \| France \| Vienne Futuroscope \| + 3 min 19 s \| \| 9e \| Carla Ryan \| Australie \| Cervélo TestTeam \| + 3 min 23 s \| \| 10e \| Katheryn Curi \| États-Unis \| États-Unis \| + 3 min 23 s \| |                          |             |                      |                 |
| |                          |             |                      |                 |
| Source : Cycling Quotient |                          |             |                      |                 |
| Classement de l'étape |                          |             |                      |                 |
| Coureur | Coureur                  | Pays        | Équipe               | Temps           |
| 1re | Mara Abbott              | États-Unis  | États-Unis           | 2 h 41 min 30 s |
| 2e | Emma Pooley              | Royaume-Uni | Cervélo TestTeam     | + 0 s           |
| 3e | Evelyn Stevens           | États-Unis  | HTC-Columbia Women   | + 43 s          |
| 4e | Emma Johansson           | Suède       | Red Sun Cycling Team | + 1 min 57 s    |
| 5e | Sharon Laws              | Royaume-Uni | Cervélo TestTeam     | + 3 min 05 s    |
| 6e | Marianne Vos             | Pays-Bas    | Nederland Bloeit     | + 3 min 15 s    |
| 7e | Claudia Häusler          | Allemagne   | Cervélo TestTeam     | + 3 min 15 s    |
| 8e | Christel Ferrier-Bruneau | France      | Vienne Futuroscope   | + 3 min 19 s    |
| 9e | Carla Ryan               | Australie   | Cervélo TestTeam     | + 3 min 23 s    |
| 10e | Katheryn Curi            | États-Unis  | États-Unis           | + 3 min 23 s    |

| \| Classement général \| Classement général \| Classement général \| Classement général \| Classement général \| \| Coureur \| Coureur \| Pays \| Équipe \| Temps \| \| ------------------ \| ------------------ \| ------------------ \| -------------------- \| ------------------ \| \| 1re \| Emma Pooley \| Royaume-Uni \| Cervélo TestTeam \| 9 h 44 min 05 s \| \| 2e \| Adrie Visser \| Pays-Bas \| HTC-Columbia Women \| + 2 min 34 s \| \| 3e \| Loes Gunnewijk \| Pays-Bas \| Nederland Bloeit \| + 3 min 09 s \| \| 4e \| Emma Johansson \| Suède \| Red Sun Cycling Team \| + 3 min 15 s \| \| 5e \| Evelyn Stevens \| États-Unis \| HTC-Columbia Women \| + 3 min 21 s \| \| 6e \| Sharon Laws \| Royaume-Uni \| Cervélo TestTeam \| + 3 min 27 s \| \| 7e \| Chantal Blaak \| Pays-Bas \| Leontien.nl \| + 3 min 28 s \| \| 8e \| Regina Bruins \| Pays-Bas \| Cervélo TestTeam \| + 3 min 31 s \| \| 9e \| Claudia Häusler \| Allemagne \| Cervélo TestTeam \| + 3 min 35 s \| \| 10e \| Mara Abbott \| États-Unis \| États-Unis \| + 3 min 45 s \| |                 |             |                      |                 |
| |                 |             |                      |                 |
| Source : Cycling Quotient |                 |             |                      |                 |
| Classement général |                 |             |                      |                 |
| Coureur | Coureur         | Pays        | Équipe               | Temps           |
| 1re | Emma Pooley     | Royaume-Uni | Cervélo TestTeam     | 9 h 44 min 05 s |
| 2e | Adrie Visser    | Pays-Bas    | HTC-Columbia Women   | + 2 min 34 s    |
| 3e | Loes Gunnewijk  | Pays-Bas    | Nederland Bloeit     | + 3 min 09 s    |
| 4e | Emma Johansson  | Suède       | Red Sun Cycling Team | + 3 min 15 s    |
| 5e | Evelyn Stevens  | États-Unis  | HTC-Columbia Women   | + 3 min 21 s    |
| 6e | Sharon Laws     | Royaume-Uni | Cervélo TestTeam     | + 3 min 27 s    |
| 7e | Chantal Blaak   | Pays-Bas    | Leontien.nl          | + 3 min 28 s    |
| 8e | Regina Bruins   | Pays-Bas    | Cervélo TestTeam     | + 3 min 31 s    |
| 9e | Claudia Häusler | Allemagne   | Cervélo TestTeam     | + 3 min 35 s    |
| 10e | Mara Abbott     | États-Unis  | États-Unis           | + 3 min 45 s    |

### 5eétape
Dans le col de Corsavy, Emma Pooley, Evelyn Stevens, Mara Abbott, Katheryn Mattis et  Claudia Häusler sortent. Cette dernière est distancée à mi-col. Proche du sommet, Katheryn Mattis perd aussi du terrai et passe en haut avec vingt-deux secondes de retard. Dans la descente, un groupe de vingt-cinq coureuses se reforme. Annemiek van Vleuten et Ina-Yoko Teutenberg attaquent et ont quinze seconde d'avance sur le peloton au kilomètre quarante-cinq. Liesbet de Vocht, Mattis et Laws partent en poursuite ensuite. Ces deux dernières distancent les autres dans le col de Xatard. Par la suite, de Vocht et van Vleuten se rapproche de la tête. Mattis décide de partir seule. Elle est néanmoins reprise puis lâchée dans la descente. Le duo de la Nederland Bloiet semble parti pour la victoire, mais une erreur de signalement à dix kilomètres de l'arrivée au Pont de Reynès fait repasser Mattis en tête. Derrière, Annemiek van Vleuten lève les bras persuadée d'avoir gagné,.
| \| Classement de l'étape \| Classement de l'étape \| Classement de l'étape \| Classement de l'étape \| Classement de l'étape \| \| Coureur \| Coureur \| Pays \| Équipe \| Temps \| \| --------------------- \| --------------------- \| --------------------- \| --------------------- \| --------------------- \| \| 1re \| Katheryn Curi \| États-Unis \| États-Unis \| 3 h 00 min 20 s \| \| 2e \| Annemiek van Vleuten \| Pays-Bas \| Nederland Bloeit \| + 1 min 00 s \| \| 3e \| Liesbet De Vocht \| Belgique \| Nederland Bloeit \| + 1 min 00 s \| \| 4e \| Marianne Vos \| Pays-Bas \| Nederland Bloeit \| + 1 min 23 s \| \| 5e \| Emma Johansson \| Suède \| Red Sun Cycling Team \| + 1 min 23 s \| \| 6e \| Emma Pooley \| Royaume-Uni \| Cervélo TestTeam \| + 1 min 25 s \| \| 7e \| Evelyn Stevens \| États-Unis \| HTC-Columbia Women \| + 1 min 25 s \| \| 8e \| Sharon Laws \| Royaume-Uni \| Cervélo TestTeam \| + 1 min 38 s \| \| 9e \| Regina Bruins \| Pays-Bas \| Cervélo TestTeam \| + 2 min 07 s \| \| 10e \| Andrea Bosman \| Pays-Bas \| Leontien.nl \| + 2 min 07 s \| |                      |             |                      |                 |
| |                      |             |                      |                 |
| Source : Cycling Quotient |                      |             |                      |                 |
| Classement de l'étape |                      |             |                      |                 |
| Coureur | Coureur              | Pays        | Équipe               | Temps           |
| 1re | Katheryn Curi        | États-Unis  | États-Unis           | 3 h 00 min 20 s |
| 2e | Annemiek van Vleuten | Pays-Bas    | Nederland Bloeit     | + 1 min 00 s    |
| 3e | Liesbet De Vocht     | Belgique    | Nederland Bloeit     | + 1 min 00 s    |
| 4e | Marianne Vos         | Pays-Bas    | Nederland Bloeit     | + 1 min 23 s    |
| 5e | Emma Johansson       | Suède       | Red Sun Cycling Team | + 1 min 23 s    |
| 6e | Emma Pooley          | Royaume-Uni | Cervélo TestTeam     | + 1 min 25 s    |
| 7e | Evelyn Stevens       | États-Unis  | HTC-Columbia Women   | + 1 min 25 s    |
| 8e | Sharon Laws          | Royaume-Uni | Cervélo TestTeam     | + 1 min 38 s    |
| 9e | Regina Bruins        | Pays-Bas    | Cervélo TestTeam     | + 2 min 07 s    |
| 10e | Andrea Bosman        | Pays-Bas    | Leontien.nl          | + 2 min 07 s    |

| \| Classement général \| Classement général \| Classement général \| Classement général \| Classement général \| \| Coureur \| Coureur \| Pays \| Équipe \| Temps \| \| ------------------ \| -------------------- \| ------------------ \| -------------------- \| ------------------ \| \| 1re \| Emma Pooley \| Royaume-Uni \| Cervélo TestTeam \| 12 h 45 min 50 s \| \| 2e \| Katheryn Curi \| États-Unis \| États-Unis \| + 2 min 49 s \| \| 3e \| Emma Johansson \| Suède \| Red Sun Cycling Team \| + 3 min 13 s \| \| 4e \| Evelyn Stevens \| États-Unis \| HTC-Columbia Women \| + 3 min 21 s \| \| 5e \| Annemiek van Vleuten \| Pays-Bas \| Nederland Bloeit \| + 3 min 38 s \| \| 6e \| Sharon Laws \| Royaume-Uni \| Cervélo TestTeam \| + 3 min 40 s \| \| 7e \| Loes Gunnewijk \| Pays-Bas \| Nederland Bloeit \| + 3 min 51 s \| \| 8e \| Marianne Vos \| Pays-Bas \| Nederland Bloeit \| + 3 min 55 s \| \| 9e \| Liesbet De Vocht \| Belgique \| Nederland Bloeit \| + 3 min 58 s \| \| 10e \| Regina Bruins \| Pays-Bas \| Cervélo TestTeam \| + 4 min 13 s \| |                      |             |                      |                  |
| |                      |             |                      |                  |
| Source : Cycling Quotient |                      |             |                      |                  |
| Classement général |                      |             |                      |                  |
| Coureur | Coureur              | Pays        | Équipe               | Temps            |
| 1re | Emma Pooley          | Royaume-Uni | Cervélo TestTeam     | 12 h 45 min 50 s |
| 2e | Katheryn Curi        | États-Unis  | États-Unis           | + 2 min 49 s     |
| 3e | Emma Johansson       | Suède       | Red Sun Cycling Team | + 3 min 13 s     |
| 4e | Evelyn Stevens       | États-Unis  | HTC-Columbia Women   | + 3 min 21 s     |
| 5e | Annemiek van Vleuten | Pays-Bas    | Nederland Bloeit     | + 3 min 38 s     |
| 6e | Sharon Laws          | Royaume-Uni | Cervélo TestTeam     | + 3 min 40 s     |
| 7e | Loes Gunnewijk       | Pays-Bas    | Nederland Bloeit     | + 3 min 51 s     |
| 8e | Marianne Vos         | Pays-Bas    | Nederland Bloeit     | + 3 min 55 s     |
| 9e | Liesbet De Vocht     | Belgique    | Nederland Bloeit     | + 3 min 58 s     |
| 10e | Regina Bruins        | Pays-Bas    | Cervélo TestTeam     | + 4 min 13 s     |

### 6eétape
Le vent est favorable sur l'étape. Aux dix-neuf kilomètres, Marianne Vos, Annemiek van Vleuten et Martine Bras attaquent. Elles sont rapidement rejointes par Emma Johansson. Elles sont reprises au kilomètre vingt-cinq. Le peloton est alors réduit à seulement vingt-trois coureuses. Un contre part alors. Il s'agit de : Ina-Yoko Teutenberg, Julia Martisova, Annemiek van Vleuten et Regina Bruins. Teutenberg attaque au kilomètre quatre-vingt-un mais est rapidement reprise. Le groupe a alors deux minutes d'avance. Au sprint, elle gagne facilement. Marianne Vos règle le sprint du peloton,.
| \| Classement de l'étape \| Classement de l'étape \| Classement de l'étape \| Classement de l'étape \| Classement de l'étape \| \| Coureur \| Coureur \| Pays \| Équipe \| Temps \| \| --------------------- \| ------------------------ \| --------------------- \| --------------------- \| --------------------- \| \| 1re \| Ina-Yoko Teutenberg \| Allemagne \| HTC-Columbia Women \| 2 h 37 min 04 s \| \| 2e \| Julia Martisova \| Russie \| Gauss RDZ Ormu \| + 0 s \| \| 3e \| Annemiek van Vleuten \| Pays-Bas \| Nederland Bloeit \| + 0 s \| \| 4e \| Regina Bruins \| Pays-Bas \| Cervélo TestTeam \| + 0 s \| \| 5e \| Marianne Vos \| Pays-Bas \| Nederland Bloeit \| + 1 min 28 s \| \| 6e \| Brooke Miller \| États-Unis \| Tibco-To the Top \| + 1 min 28 s \| \| 7e \| Emma Johansson \| Suède \| Red Sun Cycling Team \| + 1 min 28 s \| \| 8e \| Trixi Worrack \| Allemagne \| Noris cycling \| + 1 min 28 s \| \| 9e \| Christel Ferrier-Bruneau \| France \| Vienne Futuroscope \| + 1 min 28 s \| \| 10e \| Joanne Kiesanowski \| Nouvelle-Zélande \| Tibco-To the Top \| + 1 min 28 s \| |                          |                  |                      |                 |
| |                          |                  |                      |                 |
| Source : Cycling Quotient |                          |                  |                      |                 |
| Classement de l'étape |                          |                  |                      |                 |
| Coureur | Coureur                  | Pays             | Équipe               | Temps           |
| 1re | Ina-Yoko Teutenberg      | Allemagne        | HTC-Columbia Women   | 2 h 37 min 04 s |
| 2e | Julia Martisova          | Russie           | Gauss RDZ Ormu       | + 0 s           |
| 3e | Annemiek van Vleuten     | Pays-Bas         | Nederland Bloeit     | + 0 s           |
| 4e | Regina Bruins            | Pays-Bas         | Cervélo TestTeam     | + 0 s           |
| 5e | Marianne Vos             | Pays-Bas         | Nederland Bloeit     | + 1 min 28 s    |
| 6e | Brooke Miller            | États-Unis       | Tibco-To the Top     | + 1 min 28 s    |
| 7e | Emma Johansson           | Suède            | Red Sun Cycling Team | + 1 min 28 s    |
| 8e | Trixi Worrack            | Allemagne        | Noris cycling        | + 1 min 28 s    |
| 9e | Christel Ferrier-Bruneau | France           | Vienne Futuroscope   | + 1 min 28 s    |
| 10e | Joanne Kiesanowski       | Nouvelle-Zélande | Tibco-To the Top     | + 1 min 28 s    |

| \| Classement général \| Classement général \| Classement général \| Classement général \| Classement général \| \| Coureur \| Coureur \| Pays \| Équipe \| Temps \| \| ------------------ \| -------------------- \| ------------------ \| -------------------- \| ------------------ \| \| 1re \| Emma Pooley \| Royaume-Uni \| Cervélo TestTeam \| 15 h 24 min 22 s \| \| 2e \| Annemiek van Vleuten \| Pays-Bas \| Nederland Bloeit \| + 2 min 03 s \| \| 3e \| Regina Bruins \| Pays-Bas \| Cervélo TestTeam \| + 2 min 43 s \| \| 4e \| Katheryn Curi \| États-Unis \| États-Unis \| + 2 min 49 s \| \| 5e \| Emma Johansson \| Suède \| Red Sun Cycling Team \| + 3 min 13 s \| \| 6e \| Evelyn Stevens \| États-Unis \| HTC-Columbia Women \| + 3 min 21 s \| \| 7e \| Sharon Laws \| Royaume-Uni \| Cervélo TestTeam \| + 3 min 40 s \| \| 8e \| Loes Gunnewijk \| Pays-Bas \| Nederland Bloeit \| + 3 min 51 s \| \| 9e \| Marianne Vos \| Pays-Bas \| Nederland Bloeit \| + 3 min 55 s \| \| 10e \| Liesbet De Vocht \| Belgique \| Nederland Bloeit \| + 3 min 58 s \| |                      |             |                      |                  |
| |                      |             |                      |                  |
| Source : Cycling Quotient |                      |             |                      |                  |
| Classement général |                      |             |                      |                  |
| Coureur | Coureur              | Pays        | Équipe               | Temps            |
| 1re | Emma Pooley          | Royaume-Uni | Cervélo TestTeam     | 15 h 24 min 22 s |
| 2e | Annemiek van Vleuten | Pays-Bas    | Nederland Bloeit     | + 2 min 03 s     |
| 3e | Regina Bruins        | Pays-Bas    | Cervélo TestTeam     | + 2 min 43 s     |
| 4e | Katheryn Curi        | États-Unis  | États-Unis           | + 2 min 49 s     |
| 5e | Emma Johansson       | Suède       | Red Sun Cycling Team | + 3 min 13 s     |
| 6e | Evelyn Stevens       | États-Unis  | HTC-Columbia Women   | + 3 min 21 s     |
| 7e | Sharon Laws          | Royaume-Uni | Cervélo TestTeam     | + 3 min 40 s     |
| 8e | Loes Gunnewijk       | Pays-Bas    | Nederland Bloeit     | + 3 min 51 s     |
| 9e | Marianne Vos         | Pays-Bas    | Nederland Bloeit     | + 3 min 55 s     |
| 10e | Liesbet De Vocht     | Belgique    | Nederland Bloeit     | + 3 min 58 s     |

### 7eétape
Emma Mackie est la première à sortir, au kilomètre vingt-trois, mais son échappée ne dure pas. Dans le col du Portel, sept coureuses sortent : Emma Pooley, Mara Abbott, Sharon Laws, Trixi Worrack, Emma Johansson, Evelyn Stevens et Claudia Häusler. Huit autres coureuses reviennent plus loin. Häusler attaque à plusieurs reprises, mais ne parvient pas à creuser un écart. L'attaque décisive vient d'Emma Pooley dans le col de Dent. Mara Abbott revient sur la Britannique trois kilomètres plus loin. Elles coopèrent et se départagent au sprint. La Britannique s'impose et renforce sa première place au classement général. Evelyn Stevens chute dans une descente et est non partante le lendemain,.
| \| Classement de l'étape \| Classement de l'étape \| Classement de l'étape \| Classement de l'étape \| Classement de l'étape \| \| Coureur \| Coureur \| Pays \| Équipe \| Temps \| \| --------------------- \| ------------------------ \| --------------------- \| --------------------- \| --------------------- \| \| 1re \| Emma Pooley \| Royaume-Uni \| Cervélo TestTeam \| 3 h 04 min 19 s \| \| 2e \| Mara Abbott \| États-Unis \| États-Unis \| + 8 s \| \| 3e \| Emma Johansson \| Suède \| Red Sun Cycling Team \| + 2 min 18 s \| \| 4e \| Claudia Häusler \| Allemagne \| Cervélo TestTeam \| + 2 min 18 s \| \| 5e \| Trixi Worrack \| Allemagne \| Noris cycling \| + 4 min 11 s \| \| 6e \| Sharon Laws \| Royaume-Uni \| Cervélo TestTeam \| + 4 min 11 s \| \| 7e \| Evelyn Stevens \| États-Unis \| HTC-Columbia Women \| + 4 min 11 s \| \| 8e \| Marianne Vos \| Pays-Bas \| Nederland Bloeit \| + 4 min 52 s \| \| 9e \| Carla Swart \| Afrique du Sud \| MTN \| + 4 min 52 s \| \| 10e \| Christel Ferrier-Bruneau \| France \| Vienne Futuroscope \| + 4 min 52 s \| |                          |                |                      |                 |
| |                          |                |                      |                 |
| Source : Cycling Quotient |                          |                |                      |                 |
| Classement de l'étape |                          |                |                      |                 |
| Coureur | Coureur                  | Pays           | Équipe               | Temps           |
| 1re | Emma Pooley              | Royaume-Uni    | Cervélo TestTeam     | 3 h 04 min 19 s |
| 2e | Mara Abbott              | États-Unis     | États-Unis           | + 8 s           |
| 3e | Emma Johansson           | Suède          | Red Sun Cycling Team | + 2 min 18 s    |
| 4e | Claudia Häusler          | Allemagne      | Cervélo TestTeam     | + 2 min 18 s    |
| 5e | Trixi Worrack            | Allemagne      | Noris cycling        | + 4 min 11 s    |
| 6e | Sharon Laws              | Royaume-Uni    | Cervélo TestTeam     | + 4 min 11 s    |
| 7e | Evelyn Stevens           | États-Unis     | HTC-Columbia Women   | + 4 min 11 s    |
| 8e | Marianne Vos             | Pays-Bas       | Nederland Bloeit     | + 4 min 52 s    |
| 9e | Carla Swart              | Afrique du Sud | MTN                  | + 4 min 52 s    |
| 10e | Christel Ferrier-Bruneau | France         | Vienne Futuroscope   | + 4 min 52 s    |

| \| Classement général \| Classement général \| Classement général \| Classement général \| Classement général \| \| Coureur \| Coureur \| Pays \| Équipe \| Temps \| \| ------------------ \| -------------------- \| ------------------ \| -------------------- \| ------------------ \| \| 1re \| Emma Pooley \| Royaume-Uni \| Cervélo TestTeam \| 18 h 28 min 28 s \| \| 2e \| Mara Abbott \| États-Unis \| États-Unis \| + 4 min 42 s \| \| 3e \| Emma Johansson \| Suède \| Red Sun Cycling Team \| + 5 min 40 s \| \| 4e \| Claudia Häusler \| Allemagne \| Cervélo TestTeam \| + 6 min 51 s \| \| 5e \| Annemiek van Vleuten \| Pays-Bas \| Nederland Bloeit \| + 7 min 08 s \| \| 6e \| Evelyn Stevens \| États-Unis \| HTC-Columbia Women \| + 7 min 45 s \| \| 7e \| Regina Bruins \| Pays-Bas \| Cervélo TestTeam \| + 7 min 48 s \| \| 8e \| Katheryn Curi \| États-Unis \| États-Unis \| + 7 min 54 s \| \| 9e \| Sharon Laws \| Royaume-Uni \| Cervélo TestTeam \| + 8 min 04 s \| \| 10e \| Marianne Vos \| Pays-Bas \| Nederland Bloeit \| + 9 min 00 s \| |                      |             |                      |                  |
| |                      |             |                      |                  |
| Source : Cycling Quotient |                      |             |                      |                  |
| Classement général |                      |             |                      |                  |
| Coureur | Coureur              | Pays        | Équipe               | Temps            |
| 1re | Emma Pooley          | Royaume-Uni | Cervélo TestTeam     | 18 h 28 min 28 s |
| 2e | Mara Abbott          | États-Unis  | États-Unis           | + 4 min 42 s     |
| 3e | Emma Johansson       | Suède       | Red Sun Cycling Team | + 5 min 40 s     |
| 4e | Claudia Häusler      | Allemagne   | Cervélo TestTeam     | + 6 min 51 s     |
| 5e | Annemiek van Vleuten | Pays-Bas    | Nederland Bloeit     | + 7 min 08 s     |
| 6e | Evelyn Stevens       | États-Unis  | HTC-Columbia Women   | + 7 min 45 s     |
| 7e | Regina Bruins        | Pays-Bas    | Cervélo TestTeam     | + 7 min 48 s     |
| 8e | Katheryn Curi        | États-Unis  | États-Unis           | + 7 min 54 s     |
| 9e | Sharon Laws          | Royaume-Uni | Cervélo TestTeam     | + 8 min 04 s     |
| 10e | Marianne Vos         | Pays-Bas    | Nederland Bloeit     | + 9 min 00 s     |

### 8eétape
En début d'étape, la formation Nederland Bloeit tente de morceler le peloton. Marianne Vos profite d'une descente à Aunat pour s'échapper. Elle casse sa chaîne et dérape sur des gravillons, ce qui la met à terre. Elle peut néanmoins repartir sur un vélo de rechange. Au treizième kilomètre, un groupe de quinze coureuses s'échappe. Il est composé de : Liesbet de Vocht, Loes Gunnewijk, Annemiek van Vleuten, Emma Johansson, Marie Lindberg, Ludivine Henrion, Adrie Visser, Joanne Kiesanowski, Brooke Miller, Martine Bras, Julia Martisova, Oxana Kozonchuk, Carla Swart, Hanka Kupfernagel et Christel Ferrier-Bruneau. Le col de Font de Razouls réduit se groupe à seulement quatre éléments : Johansson, de Vocht, Van Vleuten et Gunnewijk. Elles sont reprises dans le final. La victoire se joue au sprint. Marianne Vos domine Ina-Yoko Teutenberg pour s'imposer,.
| \| Classement de l'étape \| Classement de l'étape \| Classement de l'étape \| Classement de l'étape \| Classement de l'étape \| \| Coureur \| Coureur \| Pays \| Équipe \| Temps \| \| --------------------- \| ------------------------ \| --------------------- \| --------------------- \| --------------------- \| \| 1re \| Marianne Vos \| Pays-Bas \| Nederland Bloeit \| 2 h 42 min 57 s \| \| 2e \| Ina-Yoko Teutenberg \| Allemagne \| HTC-Columbia Women \| + 0 s \| \| 3e \| Joanne Kiesanowski \| Nouvelle-Zélande \| Tibco-To the Top \| + 0 s \| \| 4e \| Vicki Whitelaw \| Australie \| Lotto Ladies \| + 0 s \| \| 5e \| Julia Martisova \| Russie \| Gauss RDZ Ormu \| + 0 s \| \| 6e \| Inga Čilvinaitė \| Lituanie \| Safi-Pasta Zara \| + 0 s \| \| 7e \| Andrea Bosman \| Pays-Bas \| Leontien.nl \| + 4 s \| \| 8e \| Annemiek van Vleuten \| Pays-Bas \| Nederland Bloeit \| + 4 s \| \| 9e \| Carla Swart \| Afrique du Sud \| MTN \| + 4 s \| \| 10e \| Christel Ferrier-Bruneau \| France \| Vienne Futuroscope \| + 4 s \| |                          |                  |                    |                 |
| |                          |                  |                    |                 |
| Source : Cycling Quotient |                          |                  |                    |                 |
| Classement de l'étape |                          |                  |                    |                 |
| Coureur | Coureur                  | Pays             | Équipe             | Temps           |
| 1re | Marianne Vos             | Pays-Bas         | Nederland Bloeit   | 2 h 42 min 57 s |
| 2e | Ina-Yoko Teutenberg      | Allemagne        | HTC-Columbia Women | + 0 s           |
| 3e | Joanne Kiesanowski       | Nouvelle-Zélande | Tibco-To the Top   | + 0 s           |
| 4e | Vicki Whitelaw           | Australie        | Lotto Ladies       | + 0 s           |
| 5e | Julia Martisova          | Russie           | Gauss RDZ Ormu     | + 0 s           |
| 6e | Inga Čilvinaitė          | Lituanie         | Safi-Pasta Zara    | + 0 s           |
| 7e | Andrea Bosman            | Pays-Bas         | Leontien.nl        | + 4 s           |
| 8e | Annemiek van Vleuten     | Pays-Bas         | Nederland Bloeit   | + 4 s           |
| 9e | Carla Swart              | Afrique du Sud   | MTN                | + 4 s           |
| 10e | Christel Ferrier-Bruneau | France           | Vienne Futuroscope | + 4 s           |

| \| Classement général \| Classement général \| Classement général \| Classement général \| Classement général \| \| Coureur \| Coureur \| Pays \| Équipe \| Temps \| \| ------------------ \| -------------------- \| ------------------ \| -------------------- \| ------------------ \| \| 1re \| Emma Pooley \| Royaume-Uni \| Cervélo TestTeam \| 21 h 11 min 29 s \| \| 2e \| Mara Abbott \| États-Unis \| États-Unis \| + 4 min 42 s \| \| 3e \| Emma Johansson \| Suède \| Red Sun Cycling Team \| + 5 min 39 s \| \| 4e \| Claudia Häusler \| Allemagne \| Cervélo TestTeam \| + 6 min 51 s \| \| 5e \| Annemiek van Vleuten \| Pays-Bas \| Nederland Bloeit \| + 7 min 04 s \| \| 6e \| Regina Bruins \| Pays-Bas \| Cervélo TestTeam \| + 7 min 48 s \| \| 7e \| Katheryn Curi \| États-Unis \| États-Unis \| + 7 min 54 s \| \| 8e \| Marianne Vos \| Pays-Bas \| Nederland Bloeit \| + 8 min 46 s \| \| 9e \| Loes Gunnewijk \| Pays-Bas \| Nederland Bloeit \| + 8 min 56 s \| \| 10e \| Trixi Worrack \| Allemagne \| Noris cycling \| + 10 min 36 s \| |                      |             |                      |                  |
| |                      |             |                      |                  |
| Source : Cycling Quotient |                      |             |                      |                  |
| Classement général |                      |             |                      |                  |
| Coureur | Coureur              | Pays        | Équipe               | Temps            |
| 1re | Emma Pooley          | Royaume-Uni | Cervélo TestTeam     | 21 h 11 min 29 s |
| 2e | Mara Abbott          | États-Unis  | États-Unis           | + 4 min 42 s     |
| 3e | Emma Johansson       | Suède       | Red Sun Cycling Team | + 5 min 39 s     |
| 4e | Claudia Häusler      | Allemagne   | Cervélo TestTeam     | + 6 min 51 s     |
| 5e | Annemiek van Vleuten | Pays-Bas    | Nederland Bloeit     | + 7 min 04 s     |
| 6e | Regina Bruins        | Pays-Bas    | Cervélo TestTeam     | + 7 min 48 s     |
| 7e | Katheryn Curi        | États-Unis  | États-Unis           | + 7 min 54 s     |
| 8e | Marianne Vos         | Pays-Bas    | Nederland Bloeit     | + 8 min 46 s     |
| 9e | Loes Gunnewijk       | Pays-Bas    | Nederland Bloeit     | + 8 min 56 s     |
| 10e | Trixi Worrack        | Allemagne   | Noris cycling        | + 10 min 36 s    |

### 9eétape
Adrie Visser et Andrea Bosman attaquent les premières. Au kilomètre cinq, un groupe part. Il y a : Marianne Vos, Marie Lindberg, Vicki Whitelaw, Adrie Visser, Brooke Miller et Carmen Small. Elles sont rapidement reprises. Visser repart avec Bosman et Lindberg. Mais elles sont de nouveau reprises. D'autres attaques de Bosman, Béatrice Thomas, Sylwia Kapusta et Inga Čilvinaitė suivent. Dans le col du Poteau, Claudia Häusler sort et passe au sommet en tête. Dans la descente, Ina-Yoko Teutenberg et Marianne Vos se détachent. La première tentant de conclure seule. Les formations HTC-Columbia et Cervélo la reprennent à dix kilomètres de l'arrivée. Trixi Worrack et Vicki Whitelaw tentent dans le final mais l'étape se conclut au sprint. Ina-Yoko Teutenberg prend le dessus sur Marianne Vos contrairement à la veille. Il n'y a pas de changement au classement général,.
| \| Classement de l'étape \| Classement de l'étape \| Classement de l'étape \| Classement de l'étape \| Classement de l'étape \| \| Coureur \| Coureur \| Pays \| Équipe \| Temps \| \| --------------------- \| --------------------- \| --------------------- \| ------------------------------- \| --------------------- \| \| 1re \| Ina-Yoko Teutenberg \| Allemagne \| HTC-Columbia Women \| 2 h 14 min 29 s \| \| 2e \| Marianne Vos \| Pays-Bas \| Nederland Bloeit \| + 0 s \| \| 3e \| Angela Brodtka \| Allemagne \| Noris cycling \| + 0 s \| \| 4e \| Carla Swart \| Afrique du Sud \| MTN \| + 0 s \| \| 5e \| Julia Martisova \| Russie \| Gauss RDZ Ormu \| + 0 s \| \| 6e \| Rasa Leleivytė \| Lituanie \| Safi-Pasta Zara \| + 0 s \| \| 7e \| Emma Johansson \| Suède \| Red Sun Cycling Team \| + 0 s \| \| 8e \| Martine Bras \| Pays-Bas \| Gauss RDZ Ormu \| + 0 s \| \| 9e \| Denise Zuckermandel \| Allemagne \| Team Stuttgart \| + 0 s \| \| 10e \| Carmen McNellis \| États-Unis \| Colavita-Baci p/b Cooking Light \| + 0 s \| |                     |                |                                 |                 |
| |                     |                |                                 |                 |
| Source : Cycling Quotient |                     |                |                                 |                 |
| Classement de l'étape |                     |                |                                 |                 |
| Coureur | Coureur             | Pays           | Équipe                          | Temps           |
| 1re | Ina-Yoko Teutenberg | Allemagne      | HTC-Columbia Women              | 2 h 14 min 29 s |
| 2e | Marianne Vos        | Pays-Bas       | Nederland Bloeit                | + 0 s           |
| 3e | Angela Brodtka      | Allemagne      | Noris cycling                   | + 0 s           |
| 4e | Carla Swart         | Afrique du Sud | MTN                             | + 0 s           |
| 5e | Julia Martisova     | Russie         | Gauss RDZ Ormu                  | + 0 s           |
| 6e | Rasa Leleivytė      | Lituanie       | Safi-Pasta Zara                 | + 0 s           |
| 7e | Emma Johansson      | Suède          | Red Sun Cycling Team            | + 0 s           |
| 8e | Martine Bras        | Pays-Bas       | Gauss RDZ Ormu                  | + 0 s           |
| 9e | Denise Zuckermandel | Allemagne      | Team Stuttgart                  | + 0 s           |
| 10e | Carmen McNellis     | États-Unis     | Colavita-Baci p/b Cooking Light | + 0 s           |

## Classements finals

### Classement général final
| \| Classement général \| Classement général \| Classement général \| Classement général \| Classement général \| \| Coureur \| Coureur \| Pays \| Équipe \| Temps \| \| ------------------ \| -------------------- \| ------------------ \| --------------------------- \| ------------------ \| \| 1re \| Emma Pooley \| Royaume-Uni \| Cervélo TestTeam \| 23 h 25 min 58 s \| \| 2e \| Mara Abbott \| États-Unis \| Peanut Butter & Co Twenty12 \| + 4 min 42 s \| \| 3e \| Emma Johansson \| Suède \| Red Sun Cycling Team \| + 5 min 39 s \| \| 4e \| Claudia Häusler \| Allemagne \| Cervélo TestTeam \| + 6 min 50 s \| \| 5e \| Annemiek van Vleuten \| Pays-Bas \| Nederland Bloeit \| + 7 min 04 s \| \| 6e \| Regina Bruins \| Pays-Bas \| Cervélo TestTeam \| + 7 min 48 s \| \| 7e \| Katheryn Curi \| États-Unis \| États-Unis \| + 7 min 54 s \| \| 8e \| Marianne Vos \| Pays-Bas \| Nederland Bloeit \| + 8 min 40 s \| \| 9e \| Loes Gunnewijk \| Pays-Bas \| Nederland Bloeit \| + 8 min 56 s \| \| 10e \| Trixi Worrack \| Allemagne \| Noris cycling \| + 10 min 33 s \| |                      |             |                             |                  |
| |                      |             |                             |                  |
| Source : Cycling Quotient |                      |             |                             |                  |
| Classement général |                      |             |                             |                  |
| Coureur | Coureur              | Pays        | Équipe                      | Temps            |
| 1re | Emma Pooley          | Royaume-Uni | Cervélo TestTeam            | 23 h 25 min 58 s |
| 2e | Mara Abbott          | États-Unis  | Peanut Butter & Co Twenty12 | + 4 min 42 s     |
| 3e | Emma Johansson       | Suède       | Red Sun Cycling Team        | + 5 min 39 s     |
| 4e | Claudia Häusler      | Allemagne   | Cervélo TestTeam            | + 6 min 50 s     |
| 5e | Annemiek van Vleuten | Pays-Bas    | Nederland Bloeit            | + 7 min 04 s     |
| 6e | Regina Bruins        | Pays-Bas    | Cervélo TestTeam            | + 7 min 48 s     |
| 7e | Katheryn Curi        | États-Unis  | États-Unis                  | + 7 min 54 s     |
| 8e | Marianne Vos         | Pays-Bas    | Nederland Bloeit            | + 8 min 40 s     |
| 9e | Loes Gunnewijk       | Pays-Bas    | Nederland Bloeit            | + 8 min 56 s     |
| 10e | Trixi Worrack        | Allemagne   | Noris cycling               | + 10 min 33 s    |

### Points UCI
| Position           | 1er | 2e | 3e | 4e | 5e | 6e | 7e | 8e | 9e | 10e | 11e | 12e |
| Classement général | 80  | 56 | 32 | 24 | 20 | 16 | 12 | 8  | 7  | 6   | 5   | 3   |
| Par étape          | 16  | 11 | 6  | 5  | 4  | 2  |    |    |    |     |     |     |
| Leader, par étape  | 8   |    |    |    |    |    |    |    |    |     |     |     |

### Classements annexes
| Classement par points | Classement par points    | Classement par points | Classement par points | Classement par points |
| Coureur               | Coureur                  | Pays                  | Équipe                | Points                |
| --------------------- | ------------------------ | --------------------- | --------------------- | --------------------- |
| 1re                   | Marianne Vos             | Pays-Bas              | Nederland Bloeit      | 188 pts               |
| 2e                    | Ina-Yoko Teutenberg      | Allemagne             | HTC-Columbia Women    | 159 pts               |
| 3e                    | Emma Johansson           | Suède                 | Red Sun Cycling Team  | 131 pts               |
| 4e                    | Emma Pooley              | Royaume-Uni           | Cervélo TestTeam      | 106 pts               |
| 5e                    | Annemiek van Vleuten     | Pays-Bas              | Nederland Bloeit      | 91 pts                |
| 6e                    | Regina Bruins            | Pays-Bas              | Cervélo TestTeam      | 86 pts                |
| 7e                    | Julia Martisova          | Russie                | Gauss RDZ Ormu        | 81 pts                |
| 8e                    | Christel Ferrier-Bruneau | France                | Vienne Futuroscope    | 71 pts                |
| 9e                    | Martine Bras             | Pays-Bas              | Gauss RDZ Ormu        | 61 pts                |
| 10e                   | Trixi Worrack            | Allemagne             | Noris cycling         | 59 pts                |

| Classement par points | Classement par points    | Classement par points | Classement par points | Classement par points |
| Coureur               | Coureur                  | Pays                  | Équipe                | Points                |
| --------------------- | ------------------------ | --------------------- | --------------------- | --------------------- |
| 1re                   | Marianne Vos             | Pays-Bas              | Nederland Bloeit      | 188 pts               |
| 2e                    | Ina-Yoko Teutenberg      | Allemagne             | HTC-Columbia Women    | 159 pts               |
| 3e                    | Emma Johansson           | Suède                 | Red Sun Cycling Team  | 131 pts               |
| 4e                    | Emma Pooley              | Royaume-Uni           | Cervélo TestTeam      | 106 pts               |
| 5e                    | Annemiek van Vleuten     | Pays-Bas              | Nederland Bloeit      | 91 pts                |
| 6e                    | Regina Bruins            | Pays-Bas              | Cervélo TestTeam      | 86 pts                |
| 7e                    | Julia Martisova          | Russie                | Gauss RDZ Ormu        | 81 pts                |
| 8e                    | Christel Ferrier-Bruneau | France                | Vienne Futuroscope    | 71 pts                |
| 9e                    | Martine Bras             | Pays-Bas              | Gauss RDZ Ormu        | 61 pts                |
| 10e                   | Trixi Worrack            | Allemagne             | Noris cycling         | 59 pts                |

| Classement de la montagne | Classement de la montagne | Classement de la montagne | Classement de la montagne | Classement de la montagne |
| Coureur                   | Coureur                   | Pays                      | Équipe                    | Points                    |
| ------------------------- | ------------------------- | ------------------------- | ------------------------- | ------------------------- |
| 1re                       | Emma Pooley               | Royaume-Uni               | Cervélo TestTeam          | 72 pts                    |
| 2e                        | Mara Abbott               | États-Unis                | États-Unis                | 51 pts                    |
| 3e                        | Emma Johansson            | Suède                     | Red Sun Cycling Team      | 27 pts                    |
| 4e                        | Annemiek van Vleuten      | Pays-Bas                  | Nederland Bloeit          | 17 pts                    |
| 5e                        | Katheryn Curi             | États-Unis                | États-Unis                | 15 pts                    |
| 6e                        | Claudia Häusler           | Allemagne                 | Cervélo TestTeam          | 15 pts                    |
| 7e                        | Sharon Laws               | Royaume-Uni               | Cervélo TestTeam          | 15 pts                    |
| 8e                        | Ina-Yoko Teutenberg       | Allemagne                 | HTC-Columbia Women        | 12 pts                    |
| 9e                        | Liesbet De Vocht          | Belgique                  | Nederland Bloeit          | 12 pts                    |
| 10e                       | Andrea Bosman             | Pays-Bas                  | Leontien.nl               | 10 pts                    |

| Classement de la montagne | Classement de la montagne | Classement de la montagne | Classement de la montagne | Classement de la montagne |
| Coureur                   | Coureur                   | Pays                      | Équipe                    | Points                    |
| ------------------------- | ------------------------- | ------------------------- | ------------------------- | ------------------------- |
| 1re                       | Emma Pooley               | Royaume-Uni               | Cervélo TestTeam          | 72 pts                    |
| 2e                        | Mara Abbott               | États-Unis                | États-Unis                | 51 pts                    |
| 3e                        | Emma Johansson            | Suède                     | Red Sun Cycling Team      | 27 pts                    |
| 4e                        | Annemiek van Vleuten      | Pays-Bas                  | Nederland Bloeit          | 17 pts                    |
| 5e                        | Katheryn Curi             | États-Unis                | États-Unis                | 15 pts                    |
| 6e                        | Claudia Häusler           | Allemagne                 | Cervélo TestTeam          | 15 pts                    |
| 7e                        | Sharon Laws               | Royaume-Uni               | Cervélo TestTeam          | 15 pts                    |
| 8e                        | Ina-Yoko Teutenberg       | Allemagne                 | HTC-Columbia Women        | 12 pts                    |
| 9e                        | Liesbet De Vocht          | Belgique                  | Nederland Bloeit          | 12 pts                    |
| 10e                       | Andrea Bosman             | Pays-Bas                  | Leontien.nl               | 10 pts                    |

| Classement du meilleur jeune | Classement du meilleur jeune | Classement du meilleur jeune | Classement du meilleur jeune | Classement du meilleur jeune |
| Coureur                      | Coureur                      | Pays                         | Équipe                       | Temps                        |
| ---------------------------- | ---------------------------- | ---------------------------- | ---------------------------- | ---------------------------- |
| 1re                          | Marianne Vos                 | Pays-Bas                     | Nederland Bloeit             | 23 h 34 min 38 s             |
| 2e                           | Carla Swart                  | Afrique du Sud               | MTN                          | + 18 min 17 s                |
| 3e                           | Lizzie Armitstead            | Royaume-Uni                  | Cervélo TestTeam             | + 45 min 32 s                |
| 4e                           | Oxana Kozonchuk              | Russie                       | Safi-Pasta Zara              | + 46 min 08 s                |
| 5e                           | Noortje Tabak                | Pays-Bas                     | Nederland Bloeit             | + 48 min 55 s                |
| 6e                           | Alexandra Burtschenkowa      | Russie                       | Fenixs-Petrogradets          | + 1 h 02 min 32 s            |
| 7e                           | Karol-Ann Canuel             | Canada                       | Vienne Futuroscope           | + 1 h 05 min 02 s            |
| 8e                           | Irina Molicheva              | Russie                       | Fenixs-Petrogradets          | + 1 h 09 min 19 s            |
| 9e                           | Romy Kasper                  | Allemagne                    | Noris cycling                | + 1 h 17 min 24 s            |
| 10e                          | Marie Lindberg               | Suède                        | Red Sun Cycling Team         | + 1 h 29 min 01 s            |

| Classement du meilleur jeune | Classement du meilleur jeune | Classement du meilleur jeune | Classement du meilleur jeune | Classement du meilleur jeune |
| Coureur                      | Coureur                      | Pays                         | Équipe                       | Temps                        |
| ---------------------------- | ---------------------------- | ---------------------------- | ---------------------------- | ---------------------------- |
| 1re                          | Marianne Vos                 | Pays-Bas                     | Nederland Bloeit             | 23 h 34 min 38 s             |
| 2e                           | Carla Swart                  | Afrique du Sud               | MTN                          | + 18 min 17 s                |
| 3e                           | Lizzie Armitstead            | Royaume-Uni                  | Cervélo TestTeam             | + 45 min 32 s                |
| 4e                           | Oxana Kozonchuk              | Russie                       | Safi-Pasta Zara              | + 46 min 08 s                |
| 5e                           | Noortje Tabak                | Pays-Bas                     | Nederland Bloeit             | + 48 min 55 s                |
| 6e                           | Alexandra Burtschenkowa      | Russie                       | Fenixs-Petrogradets          | + 1 h 02 min 32 s            |
| 7e                           | Karol-Ann Canuel             | Canada                       | Vienne Futuroscope           | + 1 h 05 min 02 s            |
| 8e                           | Irina Molicheva              | Russie                       | Fenixs-Petrogradets          | + 1 h 09 min 19 s            |
| 9e                           | Romy Kasper                  | Allemagne                    | Noris cycling                | + 1 h 17 min 24 s            |
| 10e                          | Marie Lindberg               | Suède                        | Red Sun Cycling Team         | + 1 h 29 min 01 s            |

| Classement des sprints | Classement des sprints | Classement des sprints | Classement des sprints | Classement des sprints |
| Coureur                | Coureur                | Pays                   | Équipe                 | Points                 |
| ---------------------- | ---------------------- | ---------------------- | ---------------------- | ---------------------- |
| 1re                    | Brooke Miller          | États-Unis             | Tibco-To the Top       | 37 pts                 |
| 2e                     | Loes Gunnewijk         | Pays-Bas               | Nederland Bloeit       | 15 pts                 |
| 3e                     | Lizzie Armitstead      | Royaume-Uni            | Cervélo TestTeam       | 14 pts                 |
| 4e                     | Annemiek van Vleuten   | Pays-Bas               | Nederland Bloeit       | 13 pts                 |
| 5e                     | Jennifer Letué         | France                 | Vienne Futuroscope     | 11 pts                 |
| 6e                     | Regina Bruins          | Pays-Bas               | Cervélo TestTeam       | 11 pts                 |
| 7e                     | Ina-Yoko Teutenberg    | Allemagne              | HTC-Columbia Women     | 10 pts                 |
| 8e                     | Liesbet De Vocht       | Belgique               | Nederland Bloeit       | 10 pts                 |
| 9e                     | Adrie Visser           | Pays-Bas               | HTC-Columbia Women     | 10 pts                 |
| 10e                    | Marie Lindberg         | Suède                  | Red Sun Cycling Team   | 8 pts                  |

| Classement des sprints | Classement des sprints | Classement des sprints | Classement des sprints | Classement des sprints |
| Coureur                | Coureur                | Pays                   | Équipe                 | Points                 |
| ---------------------- | ---------------------- | ---------------------- | ---------------------- | ---------------------- |
| 1re                    | Brooke Miller          | États-Unis             | Tibco-To the Top       | 37 pts                 |
| 2e                     | Loes Gunnewijk         | Pays-Bas               | Nederland Bloeit       | 15 pts                 |
| 3e                     | Lizzie Armitstead      | Royaume-Uni            | Cervélo TestTeam       | 14 pts                 |
| 4e                     | Annemiek van Vleuten   | Pays-Bas               | Nederland Bloeit       | 13 pts                 |
| 5e                     | Jennifer Letué         | France                 | Vienne Futuroscope     | 11 pts                 |
| 6e                     | Regina Bruins          | Pays-Bas               | Cervélo TestTeam       | 11 pts                 |
| 7e                     | Ina-Yoko Teutenberg    | Allemagne              | HTC-Columbia Women     | 10 pts                 |
| 8e                     | Liesbet De Vocht       | Belgique               | Nederland Bloeit       | 10 pts                 |
| 9e                     | Adrie Visser           | Pays-Bas               | HTC-Columbia Women     | 10 pts                 |
| 10e                    | Marie Lindberg         | Suède                  | Red Sun Cycling Team   | 8 pts                  |

## Évolution des classements
| Étape              |                              | Vainqueur _         | Classement général | Classement par points | Meilleur grimpeur | Meilleur sprinteur | Meilleur jeune    |
| ------------------ | ---------------------------- | ------------------- | ------------------ | --------------------- | ----------------- | ------------------ | ----------------- |
| Prologue           | prologue                     | Regina Bruins       | Regina Bruins      | non attribué          | non attribué      | non attribué       | Marianne Vos      |
| 1re étape          | étape de plaine              | Lizzie Armitstead   | Lizzie Armitstead  | Lizzie Armitstead     | non attribué      | Brooke Miller      | Lizzie Armitstead |
| 2e étape           | contre-la-montre par équipes | Cervélo TestTeam    | Adrie Visser       | Lizzie Armitstead     | non attribué      | Brooke Miller      | Chantal Blaak     |
| 3e étape           | étape vallonnée              | Ina-Yoko Teutenberg | Adrie Visser       | Marianne Vos          | Andrea Bosman     | Brooke Miller      | Chantal Blaak     |
| 4e étape           | étape de montagne            | Mara Abbott         | Emma Pooley        | Marianne Vos          | Emma Pooley       | Brooke Miller      | Chantal Blaak     |
| 5e étape           | étape de moyenne montagne    | Katheryn Curi       | Emma Pooley        | Marianne Vos          | Emma Pooley       | Brooke Miller      | Marianne Vos      |
| 6e étape           | étape vallonnée              | Ina-Yoko Teutenberg | Emma Pooley        | Marianne Vos          | Emma Pooley       | Brooke Miller      | Marianne Vos      |
| 7e étape           | étape de montagne            | Emma Pooley         | Emma Pooley        | Marianne Vos          | Emma Pooley       | Brooke Miller      | Marianne Vos      |
| 8e étape           | étape vallonnée              | Marianne Vos        | Emma Pooley        | Marianne Vos          | Emma Pooley       | Brooke Miller      | Marianne Vos      |
| 9e étape           | étape de plaine              | Ina-Yoko Teutenberg | Emma Pooley        | Marianne Vos          | Emma Pooley       | Brooke Miller      | Marianne Vos      |
| Classements finals | Classements finals           |                     | Emma Pooley        | Marianne Vos          | Emma Pooley       | Brooke Miller      | Marianne Vos      |

Le prix de la super-combative est attribué à Christel Ferrier-Bruneau et celui de la malchance à Monique van de Ree.

## Liste des participantes
| Légende                             | Légende                                                                                              | Légende                                | Légende |
| ----------------------------------- | --- | -------------------------------------- | --- |
| Num                                 | Dossard de départ porté par la coureuse sur ce Tour de l'Aude féminin                                | Pos                                    | Position finale au classement général                                                                         |
| Leader du classement général        | Indique la vainqueur du classement général                                                           | Leader du classement des sprints       | Indique la vainqueur du classement par points                                                                 |
| Leader du classement de la montagne | Indique la vainqueur du classement de la montagne                                                    | Leader du classement du meilleur jeune | Indique la vainqueur du classement de la meilleure jeune                                                      |
|                                     | Indique un maillot de champion national ou mondial, suivi de sa spécialité                           | Leader du classement par points        | Indique la vainqueur du classement des points chauds                                                          |
| #                                   | Indique la meilleure équipe                                                                          | NP                                     | Indique une coureuse qui n'a pas pris le départ d'une étape, suivi du numéro de l'étape où elle s'est retirée |
| AB                                  | Indique une coureuse qui n'a pas terminé une étape, suivi du numéro de l'étape où elle s'est retirée | HD                                     | Indique une coureuse qui a terminé une étape hors des délais, suivi du numéro de l'étape                      |
| *                                   | Indique une coureuse en lice pour le classement de la meilleure jeune (coureuses nées après le )     |                                        | |

| Cervélo TestTeam CWT | Cervélo TestTeam CWT         | Cervélo TestTeam CWT |
| -------------------- | ---------------------------- | -------------------- |
| Num                  | Coureur                      | Pos                  |
| 1                    | Claudia Häusler (GER)        | 4e                   |
| 2                    | Lizzie Armitstead (GBR)      | 24e                  |
| 3                    | Regina Bruins (NED) (chrono) | 6e                   |
| 4                    | Sharon Laws (GBR)            | 15e                  |
| 5                    | Emma Pooley (GBR) (chrono)   | 1re                  |
| 6                    | Carla Ryan (AUS)             | 19e                  |

| Noris cycling NUR | Noris cycling NUR            | Noris cycling NUR |
| ----------------- | ---------------------------- | ----------------- |
| Num               | Coureur                      | Pos               |
| 7                 | Trixi Worrack (GER) (chrono) | 10e               |
| 8                 | Angela Brodtka (GER)         | 55e               |
| 9                 | Stephanie Pohl (GER)         | AB-6              |
| 10                | Marlen Jöhrend (GER)         | 65e               |
| 11                | Romy Kasper (GER)            | 47e               |
| 12                | Madeleine Sandig (GER)       | 33e               |

| Nederland Bloeit ARC | Nederland Bloeit ARC            | Nederland Bloeit ARC |
| -------------------- | ------------------------------- | -------------------- |
| Num                  | Coureur                         | Pos                  |
| 13                   | Marianne Vos (NED) (route)      | 8e                   |
| 14                   | Liesbet De Vocht (BEL) (chrono) | 13e                  |
| 15                   | Loes Gunnewijk (NED)            | 9e                   |
| 16                   | Loes Markerink (NED)            | AB-3                 |
| 17                   | Noortje Tabak (NED)             | 29e                  |
| 18                   | Annemiek van Vleuten (NED)      | 5e                   |

| Red Sun Cycling Team RSC | Red Sun Cycling Team RSC         | Red Sun Cycling Team RSC |
| ------------------------ | -------------------------------- | ------------------------ |
| Num                      | Coureur                          | Pos                      |
| 19                       | Emma Johansson (SWE)             | 3e                       |
| 20                       | Paulina Brzeźna-Bentkowska (POL) | 49e                      |
| 21                       | Petra Dijkman (NED)              | 48e                      |
| 22                       | Marie Lindberg (SWE)             | 54e                      |
| 23                       | Ludivine Henrion (BEL) (route)   | 44e                      |
| 24                       | Laure Werner (BEL)               | AB-3                     |

| Lotto Ladies LLT | Lotto Ladies LLT          | Lotto Ladies LLT |
| ---------------- | ------------------------- | ---------------- |
| Num              | Coureur                   | Pos              |
| 26               | Veronica Andrèasson (SWE) | 57e              |
| 27               | Liz Hatch (USA)           | AB-4             |
| 28               | Anriette Schoeman (RSA)   | 27e              |
| 30               | Vicki Whitelaw (AUS)      | 16e              |

| HTC-Columbia Women TCW | HTC-Columbia Women TCW                  | HTC-Columbia Women TCW |
| ---------------------- | --------------------------------------- | ---------------------- |
| Num                    | Coureur                                 | Pos                    |
| 31                     | Ina-Yoko Teutenberg (GER) (route)       | 46e                    |
| 32                     | Chloe Hosking (AUS)                     | AB-3                   |
| 33                     | Luise Keller (GER)                      | 31e                    |
| 34                     | Evelyn Stevens (USA)                    | AB-8                   |
| 35                     | Adrie Visser (NED)                      | 28e                    |
| 36                     | Linda Villumsen (NZL) (route et chrono) | 14e                    |

| Valdarno VAD | Valdarno VAD                     | Valdarno VAD |
| ------------ | -------------------------------- | ------------ |
| Num          | Coureur                          | Pos          |
| 37           | Tatiana Guderzo (ITA) (route)    | 21e          |
| 38           | Tatiana Antoshina (RUS) (chrono) | 17e          |
| 39           | Laura Bozzolo (ITA)              | AB-9         |
| 40           | Tania Belvederesi (ITA)          | AB-9         |
| 41           | Saneila Biagi (ITA)              | AB-3         |
| 42           | Marta Vilajosana (ESP) (route)   | AB-3         |

| Tibco-To the Top TIB | Tibco-To the Top TIB      | Tibco-To the Top TIB |
| -------------------- | ------------------------- | -------------------- |
| Num                  | Coureur                   | Pos                  |
| 43                   | Ruth Corset (AUS) (route) | AB-9                 |
| 44                   | Joanne Kiesanowski (NZL)  | 50e                  |
| 45                   | Emma Mackie (AUS)         | 70e                  |
| 46                   | Amanda Miller (USA)       | 26e                  |
| 47                   | Brooke Miller (USA)       | 64e                  |
| 48                   | Rebecca Much (USA)        | AB-7                 |

| États-Unis USA | États-Unis USA    | États-Unis USA |
| -------------- | ----------------- | -------------- |
| Num            | Coureur           | Pos            |
| 49             | Kristin McGrath   | AB-5           |
| 50             | Mara Abbott       | 2e             |
| 51             | Katharine Carroll | AB-5           |
| 52             | Andrea Dvorak     | 51e            |
| 53             | Carmen McNellis   | 40e            |
| 54             | Katheryn Curi     | 7e             |

| Leontien.nl LNL | Leontien.nl LNL            | Leontien.nl LNL |
| --------------- | -------------------------- | --------------- |
| Num             | Coureur                    | Pos             |
| 55              | Chantal Blaak (NED)        | AB-5            |
| 56              | Monique van de Ree (NED)   | AB-8            |
| 57              | Andrea Bosman (NED)        | 11e             |
| 58              | Marijn de Vries (NED)      | 35e             |
| 59              | Irene van den Broek (NED)  | 52e             |
| 60              | Josien van Wingerden (NED) | 60e             |

| Fenixs-Petrogradets FEN | Fenixs-Petrogradets FEN       | Fenixs-Petrogradets FEN |
| ----------------------- | ----------------------------- | ----------------------- |
| Num                     | Coureur                       | Pos                     |
| 61                      | Svetlana Boubnenkova (RUS)    | AB-3                    |
| 62                      | Karin Aune (SWE)              | AB-3                    |
| 63                      | Yulia Iliynikh (RUS) (route)  | 71e                     |
| 64                      | Irina Molicheva (RUS)         | 43e                     |
| 65                      | Alexandra Burtschenkowa (RUS) | 36e                     |
| 66                      | Erika Vilūnaitė (LTU)         | 45e                     |

| Gauss RDZ Ormu GAU | Gauss RDZ Ormu GAU      | Gauss RDZ Ormu GAU |
| ------------------ | ----------------------- | ------------------ |
| Num                | Coureur                 | Pos                |
| 67                 | Martine Bras (NED)      | 30e                |
| 68                 | Alessandra Borchi (ITA) | 68e                |
| 69                 | Elena Kuchinskaya (RUS) | 58e                |
| 70                 | Julia Martisova (RUS)   | 38e                |
| 71                 | Eleonora Suelotto (ITA) | DQ-2               |
| 72                 | Giada Borgato (ITA)     | 63e                |

| Safi-Pasta Zara SAF | Safi-Pasta Zara SAF          | Safi-Pasta Zara SAF |
| ------------------- | ---------------------------- | ------------------- |
| Num                 | Coureur                      | Pos                 |
| 73                  | Rasa Leleivytė (LTU) (route) | 62e                 |
| 74                  | Inga Čilvinaitė (LTU)        | 32e                 |
| 75                  | Lorena Foresi (ITA)          | 73e                 |
| 76                  | Eneritz Iturriaga (ESP)      | AB-3                |
| 77                  | Sylwia Kapusta (POL)         | 42e                 |
| 78                  | Oxana Kozonchuk (RUS)        | 25e                 |

| SC Michela Fanini Record Rox MIC | SC Michela Fanini Record Rox MIC | SC Michela Fanini Record Rox MIC |
| -------------------------------- | -------------------------------- | -------------------------------- |
| Num                              | Coureur                          | Pos                              |
| 79                               | Edwige Pitel (FRA)               | 20e                              |
| 80                               | Sara Grifi (ITA)                 | AB-3                             |
| 81                               | Carly Hibberd (AUS)              | 66e                              |
| 82                               | Serena Mensa (ITA)               | AB-3                             |
| 83                               | Nina Ovcharenko (UKR)            | AB-6                             |
| 84                               | Martina Růžičková (CZE) (route)  | 34e                              |

| MTN MTW | MTN MTW                              | MTN MTW |
| ------- | ------------------------------------ | ------- |
| Num     | Coureur                              | Pos     |
| 86      | Robyn de Groot (RSA)                 | 41e     |
| 87      | Lylanie Lauwrens (RSA)               | AB-5    |
| 88      | Carla Swart (RSA)                    | 18e     |
| 89      | Marissa van der Merwe (RSA)          | 37e     |
| 90      | Cashandra Slingerland (RSA) (chrono) | 74e     |

| Allemagne GER | Allemagne GER       | Allemagne GER |
| ------------- | ------------------- | ------------- |
| Num           | Coureur             | Pos           |
| 91            | Denise Zuckermandel | 67e           |
| 92            | Laura Dittmann      | 61e           |
| 93            | Hanka Kupfernagel   | 22e           |
| 94            | Franziska Merten    | 72e           |
| 95            | Lina-Kristin Schink | AB-4          |
| 96            | Martina Zwick       | 56e           |

| Vienne Futuroscope FUT | Vienne Futuroscope FUT                 | Vienne Futuroscope FUT |
| ---------------------- | -------------------------------------- | ---------------------- |
| Num                    | Coureur                                | Pos                    |
| 97                     | Christel Ferrier-Bruneau (FRA) (route) | 12e                    |
| 98                     | Julie Beveridge (CAN)                  | AB-5                   |
| 99                     | Karol-Ann Canuel (CAN)                 | 39e                    |
| 100                    | Jennifer Letué (FRA)                   | AB-8                   |
| 101                    | Florence Girardet (FRA)                | AB-3                   |
| 102                    | Nadia Triquet-Claude (FRA)             | AB-3                   |

| ESGL 93-GSD Gestion ESG | ESGL 93-GSD Gestion ESG | ESGL 93-GSD Gestion ESG |
| ----------------------- | ----------------------- | ----------------------- |
| Num                     | Coureur                 | Pos                     |
| 103                     | Béatrice Thomas (FRA)   | 53e                     |
| 104                     | Mélanie Bravard (FRA)   | 59e                     |
| 105                     | Roxane Fournier (FRA)   | AB-1                    |
| 106                     | Siobhan Dervan (IRL)    | AB-3                    |
| 107                     | Audrey Lemieux (CAN)    | 69e                     |
| 108                     | Eugénie Mermillod (FRA) | 23e                     |

| Cervélo TestTeam CWT | Cervélo TestTeam CWT         | Cervélo TestTeam CWT |
| -------------------- | ---------------------------- | -------------------- |
| Num                  | Coureur                      | Pos                  |
| 1                    | Claudia Häusler (GER)        | 4e                   |
| 2                    | Lizzie Armitstead (GBR)      | 24e                  |
| 3                    | Regina Bruins (NED) (chrono) | 6e                   |
| 4                    | Sharon Laws (GBR)            | 15e                  |
| 5                    | Emma Pooley (GBR) (chrono)   | 1re                  |
| 6                    | Carla Ryan (AUS)             | 19e                  |

| Noris cycling NUR | Noris cycling NUR            | Noris cycling NUR |
| ----------------- | ---------------------------- | ----------------- |
| Num               | Coureur                      | Pos               |
| 7                 | Trixi Worrack (GER) (chrono) | 10e               |
| 8                 | Angela Brodtka (GER)         | 55e               |
| 9                 | Stephanie Pohl (GER)         | AB-6              |
| 10                | Marlen Jöhrend (GER)         | 65e               |
| 11                | Romy Kasper (GER)            | 47e               |
| 12                | Madeleine Sandig (GER)       | 33e               |

| Nederland Bloeit ARC | Nederland Bloeit ARC            | Nederland Bloeit ARC |
| -------------------- | ------------------------------- | -------------------- |
| Num                  | Coureur                         | Pos                  |
| 13                   | Marianne Vos (NED) (route)      | 8e                   |
| 14                   | Liesbet De Vocht (BEL) (chrono) | 13e                  |
| 15                   | Loes Gunnewijk (NED)            | 9e                   |
| 16                   | Loes Markerink (NED)            | AB-3                 |
| 17                   | Noortje Tabak (NED)             | 29e                  |
| 18                   | Annemiek van Vleuten (NED)      | 5e                   |

| Red Sun Cycling Team RSC | Red Sun Cycling Team RSC         | Red Sun Cycling Team RSC |
| ------------------------ | -------------------------------- | ------------------------ |
| Num                      | Coureur                          | Pos                      |
| 19                       | Emma Johansson (SWE)             | 3e                       |
| 20                       | Paulina Brzeźna-Bentkowska (POL) | 49e                      |
| 21                       | Petra Dijkman (NED)              | 48e                      |
| 22                       | Marie Lindberg (SWE)             | 54e                      |
| 23                       | Ludivine Henrion (BEL) (route)   | 44e                      |
| 24                       | Laure Werner (BEL)               | AB-3                     |

| Lotto Ladies LLT | Lotto Ladies LLT          | Lotto Ladies LLT |
| ---------------- | ------------------------- | ---------------- |
| Num              | Coureur                   | Pos              |
| 26               | Veronica Andrèasson (SWE) | 57e              |
| 27               | Liz Hatch (USA)           | AB-4             |
| 28               | Anriette Schoeman (RSA)   | 27e              |
| 30               | Vicki Whitelaw (AUS)      | 16e              |

| HTC-Columbia Women TCW | HTC-Columbia Women TCW                  | HTC-Columbia Women TCW |
| ---------------------- | --------------------------------------- | ---------------------- |
| Num                    | Coureur                                 | Pos                    |
| 31                     | Ina-Yoko Teutenberg (GER) (route)       | 46e                    |
| 32                     | Chloe Hosking (AUS)                     | AB-3                   |
| 33                     | Luise Keller (GER)                      | 31e                    |
| 34                     | Evelyn Stevens (USA)                    | AB-8                   |
| 35                     | Adrie Visser (NED)                      | 28e                    |
| 36                     | Linda Villumsen (NZL) (route et chrono) | 14e                    |

| Valdarno VAD | Valdarno VAD                     | Valdarno VAD |
| ------------ | -------------------------------- | ------------ |
| Num          | Coureur                          | Pos          |
| 37           | Tatiana Guderzo (ITA) (route)    | 21e          |
| 38           | Tatiana Antoshina (RUS) (chrono) | 17e          |
| 39           | Laura Bozzolo (ITA)              | AB-9         |
| 40           | Tania Belvederesi (ITA)          | AB-9         |
| 41           | Saneila Biagi (ITA)              | AB-3         |
| 42           | Marta Vilajosana (ESP) (route)   | AB-3         |

| Tibco-To the Top TIB | Tibco-To the Top TIB      | Tibco-To the Top TIB |
| -------------------- | ------------------------- | -------------------- |
| Num                  | Coureur                   | Pos                  |
| 43                   | Ruth Corset (AUS) (route) | AB-9                 |
| 44                   | Joanne Kiesanowski (NZL)  | 50e                  |
| 45                   | Emma Mackie (AUS)         | 70e                  |
| 46                   | Amanda Miller (USA)       | 26e                  |
| 47                   | Brooke Miller (USA)       | 64e                  |
| 48                   | Rebecca Much (USA)        | AB-7                 |

| États-Unis USA | États-Unis USA    | États-Unis USA |
| -------------- | ----------------- | -------------- |
| Num            | Coureur           | Pos            |
| 49             | Kristin McGrath   | AB-5           |
| 50             | Mara Abbott       | 2e             |
| 51             | Katharine Carroll | AB-5           |
| 52             | Andrea Dvorak     | 51e            |
| 53             | Carmen McNellis   | 40e            |
| 54             | Katheryn Curi     | 7e             |

| Leontien.nl LNL | Leontien.nl LNL            | Leontien.nl LNL |
| --------------- | -------------------------- | --------------- |
| Num             | Coureur                    | Pos             |
| 55              | Chantal Blaak (NED)        | AB-5            |
| 56              | Monique van de Ree (NED)   | AB-8            |
| 57              | Andrea Bosman (NED)        | 11e             |
| 58              | Marijn de Vries (NED)      | 35e             |
| 59              | Irene van den Broek (NED)  | 52e             |
| 60              | Josien van Wingerden (NED) | 60e             |

| Fenixs-Petrogradets FEN | Fenixs-Petrogradets FEN       | Fenixs-Petrogradets FEN |
| ----------------------- | ----------------------------- | ----------------------- |
| Num                     | Coureur                       | Pos                     |
| 61                      | Svetlana Boubnenkova (RUS)    | AB-3                    |
| 62                      | Karin Aune (SWE)              | AB-3                    |
| 63                      | Yulia Iliynikh (RUS) (route)  | 71e                     |
| 64                      | Irina Molicheva (RUS)         | 43e                     |
| 65                      | Alexandra Burtschenkowa (RUS) | 36e                     |
| 66                      | Erika Vilūnaitė (LTU)         | 45e                     |

| Gauss RDZ Ormu GAU | Gauss RDZ Ormu GAU      | Gauss RDZ Ormu GAU |
| ------------------ | ----------------------- | ------------------ |
| Num                | Coureur                 | Pos                |
| 67                 | Martine Bras (NED)      | 30e                |
| 68                 | Alessandra Borchi (ITA) | 68e                |
| 69                 | Elena Kuchinskaya (RUS) | 58e                |
| 70                 | Julia Martisova (RUS)   | 38e                |
| 71                 | Eleonora Suelotto (ITA) | DQ-2               |
| 72                 | Giada Borgato (ITA)     | 63e                |

| Safi-Pasta Zara SAF | Safi-Pasta Zara SAF          | Safi-Pasta Zara SAF |
| ------------------- | ---------------------------- | ------------------- |
| Num                 | Coureur                      | Pos                 |
| 73                  | Rasa Leleivytė (LTU) (route) | 62e                 |
| 74                  | Inga Čilvinaitė (LTU)        | 32e                 |
| 75                  | Lorena Foresi (ITA)          | 73e                 |
| 76                  | Eneritz Iturriaga (ESP)      | AB-3                |
| 77                  | Sylwia Kapusta (POL)         | 42e                 |
| 78                  | Oxana Kozonchuk (RUS)        | 25e                 |

| SC Michela Fanini Record Rox MIC | SC Michela Fanini Record Rox MIC | SC Michela Fanini Record Rox MIC |
| -------------------------------- | -------------------------------- | -------------------------------- |
| Num                              | Coureur                          | Pos                              |
| 79                               | Edwige Pitel (FRA)               | 20e                              |
| 80                               | Sara Grifi (ITA)                 | AB-3                             |
| 81                               | Carly Hibberd (AUS)              | 66e                              |
| 82                               | Serena Mensa (ITA)               | AB-3                             |
| 83                               | Nina Ovcharenko (UKR)            | AB-6                             |
| 84                               | Martina Růžičková (CZE) (route)  | 34e                              |

| MTN MTW | MTN MTW                              | MTN MTW |
| ------- | ------------------------------------ | ------- |
| Num     | Coureur                              | Pos     |
| 86      | Robyn de Groot (RSA)                 | 41e     |
| 87      | Lylanie Lauwrens (RSA)               | AB-5    |
| 88      | Carla Swart (RSA)                    | 18e     |
| 89      | Marissa van der Merwe (RSA)          | 37e     |
| 90      | Cashandra Slingerland (RSA) (chrono) | 74e     |

| Allemagne GER | Allemagne GER       | Allemagne GER |
| ------------- | ------------------- | ------------- |
| Num           | Coureur             | Pos           |
| 91            | Denise Zuckermandel | 67e           |
| 92            | Laura Dittmann      | 61e           |
| 93            | Hanka Kupfernagel   | 22e           |
| 94            | Franziska Merten    | 72e           |
| 95            | Lina-Kristin Schink | AB-4          |
| 96            | Martina Zwick       | 56e           |

| Vienne Futuroscope FUT | Vienne Futuroscope FUT                 | Vienne Futuroscope FUT |
| ---------------------- | -------------------------------------- | ---------------------- |
| Num                    | Coureur                                | Pos                    |
| 97                     | Christel Ferrier-Bruneau (FRA) (route) | 12e                    |
| 98                     | Julie Beveridge (CAN)                  | AB-5                   |
| 99                     | Karol-Ann Canuel (CAN)                 | 39e                    |
| 100                    | Jennifer Letué (FRA)                   | AB-8                   |
| 101                    | Florence Girardet (FRA)                | AB-3                   |
| 102                    | Nadia Triquet-Claude (FRA)             | AB-3                   |

| ESGL 93-GSD Gestion ESG | ESGL 93-GSD Gestion ESG | ESGL 93-GSD Gestion ESG |
| ----------------------- | ----------------------- | ----------------------- |
| Num                     | Coureur                 | Pos                     |
| 103                     | Béatrice Thomas (FRA)   | 53e                     |
| 104                     | Mélanie Bravard (FRA)   | 59e                     |
| 105                     | Roxane Fournier (FRA)   | AB-1                    |
| 106                     | Siobhan Dervan (IRL)    | AB-3                    |
| 107                     | Audrey Lemieux (CAN)    | 69e                     |
| 108                     | Eugénie Mermillod (FRA) | 23e                     |

Source.